# Élections municipales de 2008 dans l'Hérault
Les élections municipales françaises de 2008 dans le département de l'Hérault se sont déroulées les 9 et 16 mars 2008. Cette page ne traite que les communes de plus de 3 000 habitants et plus.

## Maires sortants et maires élus
| Commune                   | Population en 2006 | Maire sortant             | Parti | Parti | Maire élu                | Parti | Parti |
| ------------------------- | ------------------ | ------------------------- | ----- | ----- | ------------------------ | ----- | ----- |
| Agde                      | 21 293             | Gilles d'Ettore           |       | UMP   | Gilles d'Ettore          |       | UMP   |
| Baillargues               | 5 968              | Jean-Luc Meissonnier      |       | UMP   | Jean-Luc Meissonnier     |       | DVD   |
| Balaruc-les-Bains         | 6 232              | Didier Sauvaire           |       | UMP   | Gérard Canovas           |       | DVG   |
| Bédarieux                 | 6 518              | Antoine Martinez          |       | PS    | Antoine Martinez         |       | PS    |
| Bessan                    | 4 343              | Robert Raluy              |       | DVD   | Robert Raluy             |       | DVD   |
| Béziers                   | 72 245             | Raymond Couderc           |       | UMP   | Raymond Couderc          |       | UMP   |
| Castelnau-le-Lez          | 15 229             | Jean-Pierre Grand         |       | UMP   | Jean-Pierre Grand        |       | UMP   |
| Castries                  | 5 423              | Gilbert Pastor            |       | PS    | Gilbert Pastor           |       | DVG   |
| Cazouls-lès-Béziers       | 3 920              | Michel Bozzarelli         |       | PS    | Philippe Vidal           |       | PS    |
| Clapiers                  | 4 939              | Pierre Maurel             |       | PS    | Pierre Maurel            |       | PS    |
| Clermont-l'Hérault        | 7 214              | Alain Cazorla             |       | PS    | Alain Cazorla            |       | PS    |
| Cournonterral             | 5 507              | Thierry Breysse           |       | PS    | Thierry Breysse          |       | DVG   |
| Fabrègues                 | 6 192              | Jacques Martinier         |       | DVD   | Jacques Martinier        |       | UMP   |
| Florensac                 | 4 548              | Francis Gelly             |       | PS    | Vincent Gaudy            |       | PS    |
| Frontignan                | 22 410             | Pierre Bouldoire          |       | PS    | Pierre Bouldoire         |       | PS    |
| Ganges                    | 3 887              | Jacques Rigaud            |       | PS    | Jacques Rigaud           |       | PS    |
| Gigean                    | 4 972              | Henri Barthélemy          |       | PS    | Francis Veaute           |       | SE    |
| Gignac                    | 4 951              | Jean-Marcel Jover         |       | PS    | Jean-Marcel Jover        |       | PS    |
| Grabels                   | 5 906              | Bernard Prunet            |       | DVD   | René Revol               |       | PS    |
| Jacou                     | 4 997              | Jean-Marcel Castet        |       | PS    | Jean-Marcel Castet       |       | PS    |
| Juvignac                  | 6 258              | Danièle Santonja          |       | UMP   | Danièle Santonja         |       | UMP   |
| La Grande-Motte           | 8 202              | Henri Dunoyer             |       | UMP   | Stéphan Rossignol        |       | UMP   |
| Lattes                    | 16 824             | Cyril Meunier             |       | DVG   | Cyril Meunier            |       | DVG   |
| Le Crès                   | 6 788              | Pierre Bonnal             |       | PS    | Pierre Bonnal            |       | PS    |
| Lodève                    | 7 334              | Robert Lecou              |       | UMP   | Marie-Christine Bousquet |       | PS    |
| Lunel                     | 23 914             | Claude Arnaud             |       | DVD   | Claude Arnaud            |       | DVD   |
| Marseillan                | 7 392              | Williams Méric            |       | PS    | Yves Michel              |       | DVD   |
| Marsillargues             | 5 760              | Philippe Ullès            |       | DVG   | Bernadette Vignon        |       | DVG   |
| Mauguio                   | 15 514             | Yvon Bourrel              |       | DVG   | Yvon Bourrel             |       | DVG   |
| Mèze                      | 9 998              | Henry Fricou              |       | LV    | Henry Fricou             |       | DVG   |
| Montady                   | 3 681              | Jean-Paul Sost            |       | PS    | Alain Castan             |       | DVG   |
| Montpellier               | 251 634            | Hélène Mandroux           |       | PS    | Hélène Mandroux          |       | PS    |
| Palavas-les-Flots         | 5 974              | Christian Jeanjean        |       | UMP   | Christian Jeanjean       |       | UMP   |
| Pérols                    | 8 545              | Christian Valette         |       | DVD   | Christian Valette        |       | DVD   |
| Pézenas                   | 8 484              | Alain Vogel-Singer        |       | DVD   | Alain Vogel-Singer       |       | DVD   |
| Pignan                    | 6 047              | Paul Charlemagne          |       | PS    | Michelle Cassar          |       | DVG   |
| Poussan                   | 4 570              | Jacques Adgé              |       | DVG   | Jacques Adgé             |       | DVG   |
| Prades-le-Lez             | 4 494              | Jean-Pierre Damiens       |       | SE    | Jean-Marc Lussert        |       | DVG   |
| Saint-André-de-Sangonis   | 4 690              | Gérard Delfau             |       | PRG   | Bernard Douysset         |       | UMP   |
| Saint-Clément-de-Rivière  | 4 983              | Alphonse Cacciaguerra     |       | UMP   | Alphonse Cacciaguerra    |       | UMP   |
| Saint-Gély-du-Fesc        | 8 246              | Georges Vincent           |       | UMP   | Georges Vincent          |       | UMP   |
| Saint-Georges-d'Orques    | 5 040              | Gaston Jean-Marie Moralès |       | PS    | Jean-François Audrin     |       | UMP   |
| Saint-Jean-de-Védas       | 8 585              | Jacques Atlan             |       | PS    | Isabelle Guiraud         |       | UMP   |
| Saint-Mathieu-de-Tréviers | 4 641              | Robert Yvanez             |       | DVG   | Jérôme Lopez             |       | PS    |
| Sauvian                   | 4 109              | Bernard Auriol            |       | DVD   | Bernard Auriol           |       | DVD   |
| Sérignan                  | 6 522              | André Gélis               |       | UMP   | Frédéric Lacas           |       | DVD   |
| Servian                   | 3 962              | Gérard Labatut            |       | PS    | Christophe Thomas        |       | DVD   |
| Sète                      | 43 008             | François Commeinhes       |       | UMP   | François Commeinhes      |       | UMP   |
| Teyran                    | 4 290              | Jean-Pierre Mollet        |       | UMP   | Jean-Pierre Mollet       |       | UMP   |
| Valras-Plage              | 4 298              | Claude Villeneuve         |       | DVD   | Guy Combes               |       | DVD   |
| Vendargues                | 5 434              | Pierre Dudieuzère         |       | UMP   | Pierre Dudieuzère        |       | UMP   |
| Vias                      | 5 313              | Michel Saint-Blancat      |       | SE    | Richard Monedero         |       | DVG   |
| Villeneuve-lès-Béziers    | 3 586              | Anne-Marie Ranc           |       | DVG   | Jean-Paul Galonnier      |       | SE    |
| Villeneuve-lès-Maguelone  | 8 541              | Gérard Bouisson           |       | PCF   | Noël Segura              |       | DVG   |

### Résultats en nombre de mairies
| Partis       | Partis                            | Maires sortants | Maires élus | Évolution     |
| ------------ | --------------------------------- | --------------- | ----------- | ------------- |
|              | Parti socialiste                  | 21              | 10          | 11            |
|              | Divers gauche                     | 7               | 21          | 14            |
|              | Les Verts                         | 1               | 0           | 1             |
|              | Parti radical de gauche           | 1               | 0           | 1             |
|              | Parti communiste français         | 1               | 0           | 1             |
| Total gauche | Total gauche                      | 31              | 31          | en stagnation |
|              | Union pour un mouvement populaire | 15              | 12          | 3             |
|              | Divers droite                     | 7               | 9           | 2             |
| Total droite | Total droite                      | 22              | 21          | 1             |
|              | Sans étiquette                    | 2               | 2           | en stagnation |
| Total        | Total                             | 54              | 54          | -             |

### Résultats à l'échelle du département par parti
|                          | Union pour un mouvement populaire (UMP) | 81 338  | 25,73 | 52 956  | 25,36 |  |  |
|                          | Divers gauche (DVG)                     | 47 723  | 15,10 | 32 069  | 15,36 |  |  |
|                          | Parti socialiste (PS)                   | 47 398  | 15,00 | 12 804  | 6,13  |  |  |
|                          | Gauche-centre (GC)                      | 38 661  | 12,23 | 39 119  | 28,73 |  |  |
|                          | Divers droite (DVD)                     | 33 126  | 10,48 | 18 646  | 8,93  |  |  |
|                          | Les Verts (Verts)                       | 10 594  | 3,35  | 13 042  | 6,25  |  |  |
|                          | Mouvement démocrate (MoDem)             | 10 507  | 3,32  | 9 222   | 4,42  |  |  |
|                          | Sans étiquette (SE)                     | 10 495  | 3,32  | 6 875   | 3,29  |  |  |
|                          | Parti communiste français (PCF)         | 10 180  | 3,22  | 10 573  | 5,06  |  |  |
|                          | Union de la gauche (UG)                 | 9 051   | 2,86  | 8 927   | 4,28  |  |  |
|                          | Front national (FN)                     | 7 349   | 2,33  |         |       |  |  |
|                          | Extrême gauche (EXG)                    | 5 370   | 1,70  |         |       |  |  |
|                          | Divers centre (DVC)                     | 3 037   | 0,96  | 4 583   | 2,19  |  |  |
|                          | Lutte ouvrière (LO)                     | 757     | 0,24  |         |       |  |  |
|                          | Extrême droite (EXD)                    | 489     | 0,15  |         |       |  |  |
|                          |                                         |         |       |         |       |  |  |
| Votes exprimés           | Votes exprimés                          | 316 877 | 96,12 | 208 816 | 96,59 |  |  |
| Votes blancs ou nul      | Votes blancs ou nul                     | 12 798  | 3,88  | 7 371   | 3,41  |  |  |
| Total                    | Total                                   | 329 675 | 100   | 216 187 | 100   |  |  |
| Absentions               | Absentions                              | 178 869 | 35,17 | 113 389 | 34,40 |  |  |
| Inscrits / participation | Inscrits / participation                | 508 544 | 64,83 | 329 576 | 65,60 |  |  |

## Résultats dans les communes de plus de 3 000 habitants

### Agde
- Maire sortant : Gilles d'Ettore (UMP)
- 35 sièges à pourvoir au conseil municipal (population légale 2006 : 21 293 habitants)

| Tête de liste                 | Tête de liste            | Liste                    | Premier tour | Premier tour | Second tour | Second tour | Sièges |
| Tête de liste                 | Tête de liste            | Liste                    | Voix         | %            | Voix        | %           | CM     |
| ----------------------------- | ------------------------ | ------------------------ | ------------ | ------------ | ----------- | ----------- | ------ |
|                               | Gilles d'Ettore *        | UMP-NC                   | 5 951        | 44,46        | 7 417       | 51,71       | 27     |
| Union agathoise 2008          |                          |                          | 5 951        | 44,46        | 7 417       | 51,71       | 27     |
|                               | Fabrice Mur              | SE-MoDem                 | 3 382        | 25,27        | 6 927       | 48,29       | 8      |
| Agde à venir                  |                          |                          | 3 382        | 25,27        | 6 927       | 48,29       | 8      |
|                               | Régis Passerieux         | PS-PC-MRC-MRG            | 2 995        | 22,37        |             |             |        |
| Agde 2008 Plus belle la ville |                          |                          | 2 995        | 22,37        |             |             |        |
|                               | François Amoros          | FN                       | 834          | 6,23         |             |             |        |
| Ensemble, un front pour Agde  |                          |                          | 834          | 6,23         |             |             |        |
|                               | Charles Ignatoff         | SE                       | 224          | 1,67         |             |             |        |
| Fiers d'être Agathois         |                          |                          | 224          | 1,67         |             |             |        |
|                               |                          |                          |              |              |             |             |        |
| Exprimés                      | Exprimés                 | Exprimés                 | 13 386       | 96,61        | 14 344      | 96,95       |        |
| Votes blancs ou nul           | Votes blancs ou nul      | Votes blancs ou nul      | 469          | 3,39         | 451         | 3,05        |        |
| Total                         | Total                    | Total                    | 13 855       | 100          | 14 795      | 100         |        |
| Absentions                    | Absentions               | Absentions               | 6 207        | 30,94        | 5 264       | 26,24       |        |
| Inscrits / participation      | Inscrits / participation | Inscrits / participation | 20 062       | 69,06        | 20 059      | 73,76       |        |
| * Liste du maire sortant      |                          |                          |              |              |             |             |        |

### Baillargues
- Maire sortant : Jean-Luc Meissonnier (UMP)
- 29 sièges à pourvoir au conseil municipal (population légale 2006 : 5 968 habitants)

|                          | Jean-Luc Meissonnier *   | DVD                      | 2 094 | 62,62 | 24 |  |  |
| Bien vivre à Baillargues |                          |                          | 2 094 | 62,62 | 24 |  |  |
|                          | José Raymond Martinez    | PS                       | 1 250 | 37,38 | 5  |  |  |
| Baillargues au cœur      |                          |                          | 1 250 | 37,38 | 5  |  |  |
|                          |                          |                          |       |       |    |  |  |
| Exprimés                 | Exprimés                 | Exprimés                 | 3 344 | 97,32 |    |  |  |
| Votes blancs ou nul      | Votes blancs ou nul      | Votes blancs ou nul      | 92    | 2,68  |    |  |  |
| Total                    | Total                    | Total                    | 3 436 | 100   |    |  |  |
| Absentions               | Absentions               | Absentions               | 970   | 22,02 |    |  |  |
| Inscrits / participation | Inscrits / participation | Inscrits / participation | 4 406 | 77,98 |    |  |  |
| * Liste du maire sortant |                          |                          |       |       |    |  |  |

### Balaruc-les-Bains
- Maire sortant : Didier Sauvaire (UMP)
- 29 sièges à pourvoir au conseil municipal (population légale 2006 : 6 232 habitants)

| Tête de liste            | Tête de liste            | Liste                    | Premier tour | Premier tour | Second tour | Second tour | Sièges |
| Tête de liste            | Tête de liste            | Liste                    | Voix         | %            | Voix        | %           | CM     |
| ------------------------ | ------------------------ | ------------------------ | ------------ | ------------ | ----------- | ----------- | ------ |
|                          | Gérard Canovas           | DVG                      | 2 018        | 49,02        | 2 312       | 51,35       | 22     |
| Balaruc Ville pour tous  |                          |                          | 2 018        | 49,02        | 2 312       | 51,35       | 22     |
|                          | Didier Sauvaire *        | UMP                      | 1 933        | 46,95        | 2 190       | 48,65       | 7      |
| Balaruc Passion avenir   |                          |                          | 1 933        | 46,95        | 2 190       | 48,65       | 7      |
|                          | Jean-Claude Péralès      | AUT                      | 166          | 4,03         |             |             |        |
| Agir ensemble            |                          |                          | 166          | 4,03         |             |             |        |
|                          |                          |                          |              |              |             |             |        |
| Exprimés                 | Exprimés                 | Exprimés                 | 4 117        | 95,57        | 4 502       | 97,13       |        |
| Votes blancs ou nul      | Votes blancs ou nul      | Votes blancs ou nul      | 191          | 4,43         | 133         | 2,87        |        |
| Total                    | Total                    | Total                    | 4 308        | 100          | 4 635       | 100         |        |
| Absentions               | Absentions               | Absentions               | 1 084        | 20,10        | 757         | 14,04       |        |
| Inscrits / participation | Inscrits / participation | Inscrits / participation | 5 392        | 79,90        | 5 392       | 85,96       |        |
| * Liste du maire sortant |                          |                          |              |              |             |             |        |

### Bédarieux
- Maire sortant : Antoine Martinez (PS)
- 29 sièges à pourvoir au conseil municipal (population légale 2006 : 6 518 habitants)

| Tête de liste                       | Tête de liste              | Liste                    | Premier tour | Premier tour | Sièges |
| Tête de liste                       | Tête de liste              | Liste                    | Voix         | %            | CM     |
| ----------------------------------- | -------------------------- | ------------------------ | ------------ | ------------ | ------ |
|                                     | Antoine Martinez *         | PS                       | 1 545        | 50,29        | 22     |
| Bédarieux la rayonnante             |                            |                          | 1 545        | 50,29        | 22     |
|                                     | Francoise Cubells-Bousquet | PCF                      | 786          | 25,59        | 4      |
| Bédarieux la citoyenne              |                            |                          | 786          | 25,59        | 4      |
|                                     | Jean-Francois Moulin       | DVD                      | 741          | 24,12        | 3      |
| Bédariciens unis pour le changement |                            |                          | 741          | 24,12        | 3      |
|                                     |                            |                          |              |              |        |
| Exprimés                            | Exprimés                   | Exprimés                 | 3 072        | 92,00        |        |
| Votes blancs ou nul                 | Votes blancs ou nul        | Votes blancs ou nul      | 267          | 8,00         |        |
| Total                               | Total                      | Total                    | 3 339        | 100          |        |
| Absentions                          | Absentions                 | Absentions               | 1 580        | 32,12        |        |
| Inscrits / participation            | Inscrits / participation   | Inscrits / participation | 4 919        | 67,88        |        |
| * Liste du maire sortant            |                            |                          |              |              |        |

### Bessan
- Maire sortant : Robert Raluy (DVD)
- 27 sièges à pourvoir au conseil municipal (population légale 2006 : 4 343 habitants)

|                                  | Robert Raluy *           | DVD                      | 1 252 | 52,78 | 21 |  |  |
| Continuons Ensemble pour Bessan  |                          |                          | 1 252 | 52,78 | 21 |  |  |
|                                  | Gilbert Sanchez          | GC                       | 756   | 31,87 | 4  |  |  |
| Bessan en avant avec vous        |                          |                          | 756   | 31,87 | 4  |  |  |
|                                  | Sylvie Loubet            | DVG                      | 364   | 15,35 | 2  |  |  |
| Une équipe de gauche pour Bessan |                          |                          | 364   | 15,35 | 2  |  |  |
|                                  |                          |                          |       |       |    |  |  |
| Exprimés                         | Exprimés                 | Exprimés                 | 2 372 | 95,57 |    |  |  |
| Votes blancs ou nul              | Votes blancs ou nul      | Votes blancs ou nul      | 110   | 4,43  |    |  |  |
| Total                            | Total                    | Total                    | 2 482 | 100   |    |  |  |
| Absentions                       | Absentions               | Absentions               | 849   | 25,49 |    |  |  |
| Inscrits / participation         | Inscrits / participation | Inscrits / participation | 3 331 | 74,51 |    |  |  |
| * Liste du maire sortant         |                          |                          |       |       |    |  |  |

### Béziers
- Maire sortant : Raymond Couderc (UMP)
- 49 sièges à pourvoir au conseil municipal (population légale 2006 : 72 245 habitants)

|                                                                 | Raymond Couderc          | UMP                      | 13 456 | 52,07 | 39 |  |  |
| Vive Béziers                                                    |                          |                          | 13 456 | 52,07 | 39 |  |  |
|                                                                 | Jean-Michel Du Plaa      | PS                       | 6 256  | 24,21 | 6  |  |  |
| Béziers pour tous                                               |                          |                          | 6 256  | 24,21 | 6  |  |  |
|                                                                 | Alain Ricard             | FN                       | 2 766  | 10,70 | 3  |  |  |
| Béziers fait front                                              |                          |                          | 2 766  | 10,70 | 3  |  |  |
|                                                                 | Aimé Couquet             | PCF                      | 1 683  | 6,51  | 1  |  |  |
| Béziers : Liste unitaire communiste 100 % à gauche et solidaire |                          |                          | 1 683  | 6,51  | 1  |  |  |
|                                                                 | Guilhem Johannin         | MoDem                    | 1 030  | 3,99  | 0  |  |  |
| Béziers démocrate                                               |                          |                          | 1 030  | 3,99  | 0  |  |  |
|                                                                 | Pia Melillo              | DVG                      | 653    | 2,53  | 0  |  |  |
| Citoyens à gauche                                               |                          |                          | 653    | 2,53  | 0  |  |  |
|                                                                 |                          |                          |        |       |    |  |  |
| Exprimés                                                        | Exprimés                 | Exprimés                 | 25 844 | 96,71 |    |  |  |
| Votes blancs ou nul                                             | Votes blancs ou nul      | Votes blancs ou nul      | 879    | 3,29  |    |  |  |
| Total                                                           | Total                    | Total                    | 26 723 | 100   |    |  |  |
| Absentions                                                      | Absentions               | Absentions               | 20 141 | 42,98 |    |  |  |
| Inscrits / participation                                        | Inscrits / participation | Inscrits / participation | 46 864 | 57,02 |    |  |  |
| * Liste du maire sortant                                        |                          |                          |        |       |    |  |  |

### Castelnau-le-Lez
- Maire sortant : Jean-Pierre Grand (UMP)
- 33 sièges à pourvoir au conseil municipal (population légale 2006 : 15 229 habitants)

|                                                           | Jean-Pierre Grand *      | UMP                      | 3 801  | 54,76 | 26 |  |  |
| Liste d'union républicaine : Castelnau-le-Lez votre ville |                          |                          | 3 801  | 54,76 | 26 |  |  |
|                                                           | Anne-Yvonne Le Dain      | PS                       | 2 201  | 31,71 | 5  |  |  |
| Notre Quotidien à Castelnau                               |                          |                          | 2 201  | 31,71 | 5  |  |  |
|                                                           | Aliénor Bertrand         | Verts                    | 939    | 13,53 | 2  |  |  |
| Vive Castelnau ! Pour une ville à énergie positive        |                          |                          | 939    | 13,53 | 2  |  |  |
|                                                           |                          |                          |        |       |    |  |  |
| Exprimés                                                  | Exprimés                 | Exprimés                 | 6 941  | 95,67 |    |  |  |
| Votes blancs ou nul                                       | Votes blancs ou nul      | Votes blancs ou nul      | 314    | 4,33  |    |  |  |
| Total                                                     | Total                    | Total                    | 7 255  | 100   |    |  |  |
| Absentions                                                | Absentions               | Absentions               | 4 605  | 38,83 |    |  |  |
| Inscrits / participation                                  | Inscrits / participation | Inscrits / participation | 11 860 | 61,17 |    |  |  |
| * Liste du maire sortant                                  |                          |                          |        |       |    |  |  |

### Castries
- Maire sortant : Gilbert Pastor (PS)
- 29 sièges à pourvoir au conseil municipal (population légale 2006 : 5 423 habitants)

|                          | Gilbert Pastor *         | DVG                      | 1 952 | 66,99 | 25 |  |  |
| Vivons Castries          |                          |                          | 1 952 | 66,99 | 25 |  |  |
|                          | Yann Fortunato           | UMP                      | 962   | 33,01 | 4  |  |  |
| Ensemble pour demain     |                          |                          | 962   | 33,01 | 4  |  |  |
|                          |                          |                          |       |       |    |  |  |
| Exprimés                 | Exprimés                 | Exprimés                 | 2 914 | 95,70 |    |  |  |
| Votes blancs ou nul      | Votes blancs ou nul      | Votes blancs ou nul      | 131   | 4,30  |    |  |  |
| Total                    | Total                    | Total                    | 3 045 | 100   |    |  |  |
| Absentions               | Absentions               | Absentions               | 1 102 | 26,57 |    |  |  |
| Inscrits / participation | Inscrits / participation | Inscrits / participation | 4 147 | 73,43 |    |  |  |
| * Liste du maire sortant |                          |                          |       |       |    |  |  |

### Cazouls-lès-Béziers
- Maire sortant : Michel Bozzarelli (PS)
- 27 sièges à pourvoir au conseil municipal (population légale 2006 : 3 920 habitants)

|                          | Philippe Vidal *         | UG                       | 1 451 | 64,40 | 23 |  |  |
| Cazouls pour tous        |                          |                          | 1 451 | 64,40 | 23 |  |  |
|                          | Jérôme Fize              | DVD                      | 802   | 35,60 | 4  |  |  |
| Cazouls demain           |                          |                          | 802   | 35,60 | 4  |  |  |
|                          |                          |                          |       |       |    |  |  |
| Exprimés                 | Exprimés                 | Exprimés                 | 2 253 | 96,04 |    |  |  |
| Votes blancs ou nul      | Votes blancs ou nul      | Votes blancs ou nul      | 93    | 3,96  |    |  |  |
| Total                    | Total                    | Total                    | 2 346 | 100   |    |  |  |
| Absentions               | Absentions               | Absentions               | 537   | 18,63 |    |  |  |
| Inscrits / participation | Inscrits / participation | Inscrits / participation | 2 883 | 81,31 |    |  |  |
| * Liste du maire sortant |                          |                          |       |       |    |  |  |

### Clapiers
- Maire sortant : Pierre Maurel (PS)
- 29 sièges à pourvoir au conseil municipal (population légale 2006 : 4 939 habitants)

|                                      | Pierre Maurel *          | PS                       | 1 520 | 56,55 | 23 |  |  |
| Pour mieux vivre ensemble à Clapiers |                          |                          | 1 520 | 56,55 | 23 |  |  |
|                                      | Philippe Guiderdoni      | UMP                      | 649   | 24,14 | 3  |  |  |
| Choisir l'Avenir                     |                          |                          | 649   | 24,14 | 3  |  |  |
|                                      | Thierry Teulade          | Verts                    | 519   | 19,31 | 3  |  |  |
| Changeons d'air                      |                          |                          | 519   | 19,31 | 3  |  |  |
|                                      |                          |                          |       |       |    |  |  |
| Exprimés                             | Exprimés                 | Exprimés                 | 2 688 | 95,93 |    |  |  |
| Votes blancs ou nul                  | Votes blancs ou nul      | Votes blancs ou nul      | 114   | 4,07  |    |  |  |
| Total                                | Total                    | Total                    | 2 802 | 100   |    |  |  |
| Absentions                           | Absentions               | Absentions               | 830   | 22,85 |    |  |  |
| Inscrits / participation             | Inscrits / participation | Inscrits / participation | 3 632 | 77,15 |    |  |  |
| * Liste du maire sortant             |                          |                          |       |       |    |  |  |

### Clermont-l'Hérault
- Maire sortant : Alain Cazorla (PS)
- 29 sièges à pourvoir au conseil municipal (population légale 2006 : 7 214 habitants)

|                                          | Alain Cazorla *          | PS                       | 1 941 | 55,58 | 23 |  |  |
| Un nouveau défi pour Clermont            |                          |                          | 1 941 | 55,58 | 23 |  |  |
|                                          | Claude Blaho Ponce       | SE                       | 1 063 | 30,44 | 4  |  |  |
| Clermont choisit son avenir              |                          |                          | 1 063 | 30,44 | 4  |  |  |
|                                          | Alain Mora               | SE                       | 488   | 13,97 | 2  |  |  |
| A.C.T.E. "Agir avec Coeur Tous Ensemble" |                          |                          | 488   | 13,97 | 2  |  |  |
|                                          |                          |                          |       |       |    |  |  |
| Exprimés                                 | Exprimés                 | Exprimés                 | 3 492 | 95,33 |    |  |  |
| Votes blancs ou nul                      | Votes blancs ou nul      | Votes blancs ou nul      | 171   | 4,67  |    |  |  |
| Total                                    | Total                    | Total                    | 3 663 | 100   |    |  |  |
| Absentions                               | Absentions               | Absentions               | 1 698 | 31,67 |    |  |  |
| Inscrits / participation                 | Inscrits / participation | Inscrits / participation | 5 361 | 68,33 |    |  |  |
| * Liste du maire sortant                 |                          |                          |       |       |    |  |  |

### Cournonterral
- Maire sortant : Thierry Breysse (PS)
- 29 sièges à pourvoir au conseil municipal (population légale 2006 : 5 507 habitants)

|                                           | Thierry Breysse *        | DVG                      | 1 554 | 54,68 | 23 |  |  |
| Cournonterral pour tous                   |                          |                          | 1 554 | 54,68 | 23 |  |  |
|                                           | William Ars              | DVG                      | 790   | 27,80 | 4  |  |  |
| Ensemble, une ambition pour Cournonterral |                          |                          | 790   | 27,80 | 4  |  |  |
|                                           | Mireille Thoumazet       | DVD                      | 49    | 17,52 | 2  |  |  |
| Cournonterral, un autre avenir            |                          |                          | 49    | 17,52 | 2  |  |  |
|                                           |                          |                          |       |       |    |  |  |
| Exprimés                                  | Exprimés                 | Exprimés                 | 2 842 | 96,73 |    |  |  |
| Votes blancs ou nul                       | Votes blancs ou nul      | Votes blancs ou nul      | 96    | 3,27  |    |  |  |
| Total                                     | Total                    | Total                    | 2 938 | 100   |    |  |  |
| Absentions                                | Absentions               | Absentions               | 1 160 | 28,31 |    |  |  |
| Inscrits / participation                  | Inscrits / participation | Inscrits / participation | 4 098 | 71,69 |    |  |  |
| * Liste du maire sortant                  |                          |                          |       |       |    |  |  |

### Fabrègues
- Maire sortant : Jacques Martinier (DVD)
- 29 sièges à pourvoir au conseil municipal (population légale 2006 : 6 192 habitants)

|                                                       | Jacques Martinier *      | UMP                      | 2 253 | 69,82 | 25 |  |  |
| Fabrègues à cœur                                      |                          |                          | 2 253 | 69,82 | 25 |  |  |
|                                                       | Sylvie Doumenc           | DVG                      | 974   | 30,18 | 4  |  |  |
| Fabrègues atout gauche Démocratie-Solidarité-Écologie |                          |                          | 974   | 30,18 | 4  |  |  |
|                                                       |                          |                          |       |       |    |  |  |
| Exprimés                                              | Exprimés                 | Exprimés                 | 3 227 | 93,40 |    |  |  |
| Votes blancs ou nul                                   | Votes blancs ou nul      | Votes blancs ou nul      | 228   | 6,60  |    |  |  |
| Total                                                 | Total                    | Total                    | 3 455 | 100   |    |  |  |
| Absentions                                            | Absentions               | Absentions               | 1 539 | 30,82 |    |  |  |
| Inscrits / participation                              | Inscrits / participation | Inscrits / participation | 4 994 | 69,18 |    |  |  |
| * Liste du maire sortant                              |                          |                          |       |       |    |  |  |

### Florensac
- Maire sortant : Francis Gelly (PS)
- 27 sièges à pourvoir au conseil municipal (population légale 2006 : 4 548 habitants)

| Tête de liste                   | Tête de liste            | Liste                    | Premier tour | Premier tour | Second tour | Second tour | Sièges |
| Tête de liste                   | Tête de liste            | Liste                    | Voix         | %            | Voix        | %           | CM     |
| ------------------------------- | ------------------------ | ------------------------ | ------------ | ------------ | ----------- | ----------- | ------ |
|                                 | Vincent Gaudy            | PS                       | 1 126        | 46,96        | 1 357       | 53,55       | 22     |
| Florensac demain                |                          |                          | 1 126        | 46,96        | 1 357       | 53,55       | 22     |
|                                 | Roger Bouis              | DVG                      | 466          | 19,43        | 456         | 18,00       | 2      |
| Florensac avec et pour tous     |                          |                          | 466          | 19,43        | 456         | 18,00       | 2      |
|                                 | Alain Bertrand           | DVD                      | 428          | 17,85        | 392         | 15,47       | 2      |
| Florensac autrement             |                          |                          | 428          | 17,85        | 392         | 15,47       | 2      |
|                                 | Bernard Guerin           | DVD                      | 378          | 15,76        | 329         | 12,98       | 1      |
| Florensac, une passion partagée |                          |                          | 378          | 15,76        | 329         | 12,98       | 1      |
|                                 |                          |                          |              |              |             |             |        |
| Exprimés                        | Exprimés                 | Exprimés                 | 2 398        | 95,81        | 2 534       | 97,88       |        |
| Votes blancs ou nul             | Votes blancs ou nul      | Votes blancs ou nul      | 105          | 4,19         | 55          | 2,12        |        |
| Total                           | Total                    | Total                    | 2 503        | 100          | 2 589       | 100         |        |
| Absentions                      | Absentions               | Absentions               | 892          | 26,27        | 805         | 23,72       |        |
| Inscrits / participation        | Inscrits / participation | Inscrits / participation | 3 395        | 73,73        | 3 394       | 76,28       |        |
| * Liste du maire sortant        |                          |                          |              |              |             |             |        |

### Frontignan
- Maire sortant : Pierre Bouldoire (PS)
- 35 sièges à pourvoir au conseil municipal (population légale 2006 : 22 410 habitants)

|                                       | Pierre Bouldoire *       | PS                       | 6 024  | 58,76 | 29 |  |  |
| Prenons une ville d'avance            |                          |                          | 6 024  | 58,76 | 29 |  |  |
|                                       | Christian Roger          | DVG                      | 2 175  | 21,22 | 3  |  |  |
| Unis sur des projets communs          |                          |                          | 2 175  | 21,22 | 3  |  |  |
|                                       | Michel Ferrier           | UMP                      | 2 052  | 20,02 | 3  |  |  |
| Ensemble pour un véritable changement |                          |                          | 2 052  | 20,02 | 3  |  |  |
|                                       |                          |                          |        |       |    |  |  |
| Exprimés                              | Exprimés                 | Exprimés                 | 10 251 | 92,67 |    |  |  |
| Votes blancs ou nul                   | Votes blancs ou nul      | Votes blancs ou nul      | 811    | 7,33  |    |  |  |
| Total                                 | Total                    | Total                    | 11 062 | 100   |    |  |  |
| Absentions                            | Absentions               | Absentions               | 5 685  | 33,95 |    |  |  |
| Inscrits / participation              | Inscrits / participation | Inscrits / participation | 16 747 | 66,05 |    |  |  |
| * Liste du maire sortant              |                          |                          |        |       |    |  |  |

### Ganges
- Maire sortant : Jacques Rigaud (PS)
- 27 sièges à pourvoir au conseil municipal (population légale 2006 : 3 887 habitants)

|                          | Jacques Rigaud *         | PS                       | 1 481 | 100,00 | 27 |  |  |
| Une ambition pour Ganges |                          |                          | 1 481 | 100,00 | 27 |  |  |
|                          |                          |                          |       |        |    |  |  |
| Exprimés                 | Exprimés                 | Exprimés                 | 1 481 | 75,79  |    |  |  |
| Votes blancs ou nul      | Votes blancs ou nul      | Votes blancs ou nul      | 473   | 24,21  |    |  |  |
| Total                    | Total                    | Total                    | 1 954 | 100    |    |  |  |
| Absentions               | Absentions               | Absentions               | 1 074 | 35,47  |    |  |  |
| Inscrits / participation | Inscrits / participation | Inscrits / participation | 3 028 | 64,53  |    |  |  |
| * Liste du maire sortant |                          |                          |       |        |    |  |  |

### Gigean
- Maire sortant : Henri Barthélemy (PS)
- 27 sièges à pourvoir au conseil municipal (population légale 2006 : 4 972 habitants)

| Tête de liste                         | Tête de liste            | Liste                    | Premier tour | Premier tour | Second tour | Second tour | Sièges |
| Tête de liste                         | Tête de liste            | Liste                    | Voix         | %            | Voix        | %           | CM     |
| ------------------------------------- | ------------------------ | ------------------------ | ------------ | ------------ | ----------- | ----------- | ------ |
|                                       | Francis Veaute           | SE                       | 1 161        | 45,83        | 1 384       | 52,33       | 21     |
| Gigean autrement                      |                          |                          | 1 161        | 45,83        | 1 384       | 52,33       | 21     |
|                                       | Henri Barthélemy *       | PS                       | 978          | 38,61        | 1 261       | 47,67       | 6      |
| Gigean : Qualité de vie pour ambition |                          |                          | 978          | 38,61        | 1 261       | 47,67       | 6      |
|                                       | Olivier Walker           | SE                       | 394          | 15,55        |             |             |        |
| L'avenir de Gigean                    |                          |                          | 394          | 15,55        |             |             |        |
|                                       |                          |                          |              |              |             |             |        |
| Exprimés                              | Exprimés                 | Exprimés                 | 2 533        | 96,72        | 2 645       | 95,87       |        |
| Votes blancs ou nul                   | Votes blancs ou nul      | Votes blancs ou nul      | 86           | 3,28         | 114         | 4,13        |        |
| Total                                 | Total                    | Total                    | 2 619        | 100          | 2 759       | 100         |        |
| Absentions                            | Absentions               | Absentions               | 1 040        | 28,42        | 900         | 24,60       |        |
| Inscrits / participation              | Inscrits / participation | Inscrits / participation | 3 659        | 71,58        | 3 659       | 75,40       |        |
| * Liste du maire sortant              |                          |                          |              |              |             |             |        |

### Gignac
- Maire sortant : Jean-Marcel Jover (PS)
- 27 sièges à pourvoir au conseil municipal (population légale 2006 : 4 951 habitants)

| Tête de liste            | Tête de liste            | Liste                    | Premier tour | Premier tour | Second tour | Second tour | Sièges |
| Tête de liste            | Tête de liste            | Liste                    | Voix         | %            | Voix        | %           | CM     |
| ------------------------ | ------------------------ | ------------------------ | ------------ | ------------ | ----------- | ----------- | ------ |
|                          | Jean-Marcel Jover *      | PS                       | 1 159        | 42,16        | 1 489       | 52,50       | 21     |
| Gignac, terre d'avenir   |                          |                          | 1 159        | 42,16        | 1 489       | 52,50       | 21     |
|                          | Jean-François Soto       | DVG                      | 793          | 28,85        | 1 347       | 47,50       | 6      |
| L'avenir en marche       |                          |                          | 793          | 28,85        | 1 347       | 47,50       | 6      |
|                          | Sylvie Platret-Rico      | SE                       | 538          | 19,57        |             |             |        |
| Autrement pour Gignac    |                          |                          | 538          | 19,57        |             |             |        |
|                          | Christian Contreras      | DVG                      | 259          | 9,42         |             |             |        |
| Ensemble pour Gignac     |                          |                          | 259          | 9,42         |             |             |        |
|                          |                          |                          |              |              |             |             |        |
| Exprimés                 | Exprimés                 | Exprimés                 | 2 749        | 96,86        | 2 836       | 96,43       |        |
| Votes blancs ou nul      | Votes blancs ou nul      | Votes blancs ou nul      | 89           | 3,14         | 105         | 3,57        |        |
| Total                    | Total                    | Total                    | 2 838        | 100          | 2 941       | 100         |        |
| Absentions               | Absentions               | Absentions               | 973          | 25,53        | 870         | 22,83       |        |
| Inscrits / participation | Inscrits / participation | Inscrits / participation | 3 811        | 74,47        | 3 811       | 77,17       |        |
| * Liste du maire sortant |                          |                          |              |              |             |             |        |

### Grabels
- Maire sortant : Bernard Prunet (DVD)
- 29 sièges à pourvoir au conseil municipal (population légale 2006 : 5 906 habitants)

| Tête de liste            | Tête de liste            | Liste                    | Premier tour | Premier tour | Second tour | Second tour | Sièges |
| Tête de liste            | Tête de liste            | Liste                    | Voix         | %            | Voix        | %           | CM     |
| ------------------------ | ------------------------ | ------------------------ | ------------ | ------------ | ----------- | ----------- | ------ |
|                          | René Revol               | PS                       | 1 151        | 44,56        | 1 518       | 57,57       | 23     |
| Un projet pour Grabels   |                          |                          | 1 151        | 44,56        | 1 518       | 57,57       | 23     |
|                          | Bernard Prunet *         | DVD                      | 878          | 33,99        | 1 119       | 42,43       | 6      |
| Grabels demain           |                          |                          | 878          | 33,99        | 1 119       | 42,43       | 6      |
|                          | Jacques Servel           | DVG                      | 364          | 14,09        |             |             |        |
| Ensemble Agir Réussir    |                          |                          | 364          | 14,09        |             |             |        |
|                          | Christiane Colinet       | SE                       | 190          | 7,36         |             |             |        |
| Grabels avec vous        |                          |                          | 190          | 7,36         |             |             |        |
|                          |                          |                          |              |              |             |             |        |
| Votes exprimés           | Votes exprimés           | Votes exprimés           | 2 583        | 97,07        | 2 637       | 96,59       |        |
| Votes blancs ou nul      | Votes blancs ou nul      | Votes blancs ou nul      | 78           | 2,93         | 93          | 3,41        |        |
| Total                    | Total                    | Total                    | 2 661        | 100          | 2 730       | 100         |        |
| Absentions               | Absentions               | Absentions               | 1 301        | 32,84        | 1 232       | 31,10       |        |
| Inscrits / participation | Inscrits / participation | Inscrits / participation | 3 962        | 67,16        | 3 962       | 68,90       |        |
| * Liste du maire sortant |                          |                          |              |              |             |             |        |

### Jacou
- Maire sortant : Jean-Marcel Castet (PS)
- 27 sièges à pourvoir au conseil municipal (population légale 2006 : 4 997 habitants)

|                                            | Jean-Marcel Castet *     | PS                       | 1 423 | 53,56 | 21 |  |  |
| Jacou ensemble                             |                          |                          | 1 423 | 53,56 | 21 |  |  |
|                                            | Jean-Pierre Lopez        | MC                       | 794   | 29,88 | 4  |  |  |
| Union pour le changement - Jacou Autrement |                          |                          | 794   | 29,88 | 4  |  |  |
|                                            | Thierry Ruf              | Verts                    | 440   | 16,56 | 2  |  |  |
| Jacou Solidarité Écologie Cultures         |                          |                          | 440   | 16,56 | 2  |  |  |
|                                            |                          |                          |       |       |    |  |  |
| Votes exprimés                             | Votes exprimés           | Votes exprimés           | 2 657 | 97,01 |    |  |  |
| Votes blancs ou nul                        | Votes blancs ou nul      | Votes blancs ou nul      | 82    | 2,99  |    |  |  |
| Total                                      | Total                    | Total                    | 2 739 | 100   |    |  |  |
| Absentions                                 | Absentions               | Absentions               | 893   | 24,59 |    |  |  |
| Inscrits / participation                   | Inscrits / participation | Inscrits / participation | 3 632 | 75,41 |    |  |  |
| * Liste du maire sortant                   |                          |                          |       |       |    |  |  |

### Juvignac
- Maire sortante : Danièle Santonja (UMP)
- 29 sièges à pourvoir au conseil municipal (population légale 2006 : 6 258 habitants)

|                                                                   | Danièle Santonja *       | UMP                      | 1 943 | 56,53 | 23 |  |  |
| Le futur de Juvignac dans l'harmonie durable avec Danièle Santoja |                          |                          | 1 943 | 56,53 | 23 |  |  |
|                                                                   | Georges Février          | PS                       | 1 494 | 43,47 | 6  |  |  |
| Réunir Juvignac                                                   |                          |                          | 1 494 | 43,47 | 6  |  |  |
|                                                                   |                          |                          |       |       |    |  |  |
| Votes exprimés                                                    | Votes exprimés           | Votes exprimés           | 3 437 | 93,47 |    |  |  |
| Votes blancs ou nul                                               | Votes blancs ou nul      | Votes blancs ou nul      | 240   | 6,53  |    |  |  |
| Total                                                             | Total                    | Total                    | 3 677 | 100   |    |  |  |
| Absentions                                                        | Absentions               | Absentions               | 1 412 | 27,75 |    |  |  |
| Inscrits / participation                                          | Inscrits / participation | Inscrits / participation | 5 089 | 72,25 |    |  |  |
| * Liste du maire sortant                                          |                          |                          |       |       |    |  |  |

### La Grande-Motte
- Maire sortant : Henri Dunoyer (UMP)
- 29 sièges à pourvoir au conseil municipal (population légale 2006 : 8 202 habitants)

| Tête de liste                         | Tête de liste            | Liste                    | Premier tour | Premier tour | Second tour | Second tour | Sièges |
| Tête de liste                         | Tête de liste            | Liste                    | Voix         | %            | Voix        | %           | CM     |
| ------------------------------------- | ------------------------ | ------------------------ | ------------ | ------------ | ----------- | ----------- | ------ |
|                                       | Stéphan Rossignol        | UMP                      | 2 009        | 38,74        | 2 810       | 51,85       | 22     |
| Ensemble pour La Grande Motte         |                          |                          | 2 009        | 38,74        | 2 810       | 51,85       | 22     |
|                                       | Henri Dunoyer *          | DVD                      | 1 732        | 33,40        | 2 131       | 8,82        | 6      |
| Ensemble, Cap sur l'excellence        |                          |                          | 1 732        | 33,40        | 2 131       | 8,82        | 6      |
|                                       | Thierry Bouvarel         | MoDem                    | 629          | 12,13        | 478         | 8,82        | 1      |
| La Grande-Motte, plus belle à vivre ! |                          |                          | 629          | 12,13        | 478         | 8,82        | 1      |
|                                       | Jacques Dugaret          | PS                       | 430          | 8,29         |             |             |        |
| La Grande Motte pour tous             |                          |                          | 430          | 8,29         |             |             |        |
|                                       | Sébastien Durand         | DVD                      | 386          | 7,44         |             |             |        |
| Durand La Grande Motte Passionnément  |                          |                          | 386          | 7,44         |             |             |        |
|                                       |                          |                          |              |              |             |             |        |
| Votes exprimés                        | Votes exprimés           | Votes exprimés           | 5 186        | 98,18        | 5 419       | 97,71       |        |
| Votes blancs ou nul                   | Votes blancs ou nul      | Votes blancs ou nul      | 96           | 1,82         | 127         | 2,29        |        |
| Total                                 | Total                    | Total                    | 5 282        | 100          | 5 546       | 100         |        |
| Absentions                            | Absentions               | Absentions               | 2 356        | 30,85        | 2 092       | 27,39       |        |
| Inscrits / participation              | Inscrits / participation | Inscrits / participation | 7 638        | 69,15        | 7 638       | 72,61       |        |
| * Liste du maire sortant              |                          |                          |              |              |             |             |        |

### Lattes
- Maire sortant : Cyril Meunier (DVG)
- 33 sièges à pourvoir au conseil municipal (population légale 2006 : 16 824 habitants)

|                                           | Odile Vaucelle *         | DVG                      | 4 323  | 57,69 | 26 |  |  |
| Continuons ensemble avec Cyril Meunier    |                          |                          | 4 323  | 57,69 | 26 |  |  |
|                                           | Patricia Hirsch          | MoDem                    | 1 344  | 17,94 | 3  |  |  |
| Agir ensemble pour Lattes, un regard neuf |                          |                          | 1 344  | 17,94 | 3  |  |  |
|                                           | Alfred Amato             | UMP                      | 949    | 12,67 | 2  |  |  |
| Union pour Lattes                         |                          |                          | 949    | 12,67 | 2  |  |  |
|                                           | Paul Arrouet             | PS                       | 877    | 11,70 | 2  |  |  |
| À gauche pour Lattes                      |                          |                          | 877    | 11,70 | 2  |  |  |
|                                           |                          |                          |        |       |    |  |  |
| Votes exprimés                            | Votes exprimés           | Votes exprimés           | 7 493  | 97,41 |    |  |  |
| Votes blancs ou nul                       | Votes blancs ou nul      | Votes blancs ou nul      | 199    | 2,59  |    |  |  |
| Total                                     | Total                    | Total                    | 7 692  | 100   |    |  |  |
| Absentions                                | Absentions               | Absentions               | 4 426  | 36,52 |    |  |  |
| Inscrits / participation                  | Inscrits / participation | Inscrits / participation | 12 118 | 63,48 |    |  |  |
| * Liste du maire sortant                  |                          |                          |        |       |    |  |  |

### Le Crès
- Maire sortant : Pierre Bonnal (PS)
- 29 sièges à pourvoir au conseil municipal (population légale 2006 : 6 788 habitants)

|                          | Pierre Bonnal *          | PS                       | 2 218 | 57,93 | 24 |  |  |
| Vivre Le Crès            |                          |                          | 2 218 | 57,93 | 24 |  |  |
|                          | Pierre-Yves Rouve        | UMP                      | 754   | 19,69 | 3  |  |  |
| Le Crès autrement        |                          |                          | 754   | 19,69 | 3  |  |  |
|                          | Jacques Berthelier       | DVD                      | 452   | 11,80 | 1  |  |  |
| Le Crès à coeur          |                          |                          | 452   | 11,80 | 1  |  |  |
|                          | Jean-Pierre Labbe        | DVG                      | 405   | 10,58 | 1  |  |  |
| Démocratie au Crès       |                          |                          | 405   | 10,58 | 1  |  |  |
|                          |                          |                          |       |       |    |  |  |
| Votes exprimés           | Votes exprimés           | Votes exprimés           | 3 829 | 95,63 |    |  |  |
| Votes blancs ou nul      | Votes blancs ou nul      | Votes blancs ou nul      | 175   | 4,37  |    |  |  |
| Total                    | Total                    | Total                    | 4 004 | 100   |    |  |  |
| Absentions               | Absentions               | Absentions               | 1 820 | 31,25 |    |  |  |
| Inscrits / participation | Inscrits / participation | Inscrits / participation | 5 824 | 68,75 |    |  |  |
| * Liste du maire sortant |                          |                          |       |       |    |  |  |

### Lodève
- Maire sortant : Robert Lecou (UMP)
- 29 sièges à pourvoir au conseil municipal (population légale 2006 : 7 334 habitants)

| Tête de liste                                  | Tête de liste            | Liste                    | Premier tour | Premier tour | Second tour | Second tour | Sièges |
| Tête de liste                                  | Tête de liste            | Liste                    | Voix         | %            | Voix        | %           | CM     |
| ---------------------------------------------- | ------------------------ | ------------------------ | ------------ | ------------ | ----------- | ----------- | ------ |
|                                                | Bernadette Trani         | GC                       | 1 782        | 49,06        | 2 246       | 56,08       | 23     |
| Agir pour Lodève avec Marie-Christine Bousquet |                          |                          | 1 782        | 49,06        | 2 246       | 56,08       | 23     |
|                                                | Robet Lecou *            | UMP                      | 1 552        | 42,73        | 1 759       | 43,92       | 6      |
| Lodève, j'y crois                              |                          |                          | 1 552        | 42,73        | 1 759       | 43,92       | 6      |
|                                                | Pierre Guiraud           | SE                       | 298          | 8,20         |             |             |        |
| Aux urnes citoyens                             |                          |                          | 298          | 8,20         |             |             |        |
|                                                |                          |                          |              |              |             |             |        |
| Votes exprimés                                 | Votes exprimés           | Votes exprimés           | 3 632        | 95,50        | 4 005       | 96,51       |        |
| Votes blancs ou nul                            | Votes blancs ou nul      | Votes blancs ou nul      | 171          | 4,50         | 145         | 3,49        |        |
| Total                                          | Total                    | Total                    | 3 803        | 100          | 4 150       | 100         |        |
| Absentions                                     | Absentions               | Absentions               | 1 429        | 27,31        | 1 086       | 20,74       |        |
| Inscrits / participation                       | Inscrits / participation | Inscrits / participation | 5 232        | 72,69        | 5 236       | 79,26       |        |
| * Liste du maire sortant                       |                          |                          |              |              |             |             |        |

### Lunel
- Maire sortant : Claude Arnaud (DVD)
- 35 sièges à pourvoir au conseil municipal (population légale 2006 : 23 914 habitants)

| Tête de liste                                                        | Tête de liste                | Liste                    | Premier tour | Premier tour | Second tour | Second tour | Sièges |
| Tête de liste                                                        | Tête de liste                | Liste                    | Voix         | %            | Voix        | %           | CM     |
| -------------------------------------------------------------------- | ---------------------------- | ------------------------ | ------------ | ------------ | ----------- | ----------- | ------ |
|                                                                      | Claude Arnaud *              | DVD                      | 5 019        | 49,21        | 6 191       | 60,39       | 28     |
| Bien Vivre à Lunel                                                   |                              |                          | 5 019        | 49,21        | 6 191       | 60,39       | 28     |
|                                                                      | Claude Barral                | PS                       | 2 518        | 24,69        |             |             |        |
| Réussir Lunel Ensemble "Jeunesse, Citoyenneté, Environnement"        |                              |                          | 2 518        | 24,69        |             |             |        |
|                                                                      | Muriel Arnal Goroneskoul     | SE                       | 1 342        | 13,16        | 4 061       | 39,61       | 7      |
| Lunel @u Futur                                                       |                              |                          | 1 342        | 13,16        | 4 061       | 39,61       | 7      |
|                                                                      | Danielle Hickenbick-Floutier | EXG                      | 569          | 5,58         |             |             |        |
| Lunel vraiment à gauche jeune solidaire citoyenne                    |                              |                          | 569          | 5,58         |             |             |        |
|                                                                      | Patrick Marcou               | EXD                      | 489          | 4,79         |             |             |        |
| Retour aux sources : Liste d'Union Citoyenne Patriote et Identitaire |                              |                          | 489          | 4,79         |             |             |        |
|                                                                      | Éric Perroud                 | MoDem                    | 263          | 2,58         |             |             |        |
| Lunel de toutes nos forces                                           |                              |                          | 263          | 2,58         |             |             |        |
|                                                                      |                              |                          |              |              |             |             |        |
| Votes exprimés                                                       | Votes exprimés               | Votes exprimés           | 10 200       | 97,19        | 10 252      | 95,84       |        |
| Votes blancs ou nul                                                  | Votes blancs ou nul          | Votes blancs ou nul      | 295          | 2,81         | 445         | 4,16        |        |
| Total                                                                | Total                        | Total                    | 10 495       | 100          | 10 697      | 100         |        |
| Absentions                                                           | Absentions                   | Absentions               | 5 161        | 32,96        | 4 957       | 31,67       |        |
| Inscrits / participation                                             | Inscrits / participation     | Inscrits / participation | 15 656       | 67,04        | 15 654      | 68,33       |        |
| * Liste du maire sortant                                             |                              |                          |              |              |             |             |        |

### Marseillan
- Maire sortant : Williams Méric (PS)
- 29 sièges à pourvoir au conseil municipal (population légale 2006 : 7 392 habitants)

| Tête de liste                      | Tête de liste            | Liste                    | Premier tour | Premier tour | Second tour | Second tour | Sièges |
| Tête de liste                      | Tête de liste            | Liste                    | Voix         | %            | Voix        | %           | CM     |
| ---------------------------------- | ------------------------ | ------------------------ | ------------ | ------------ | ----------- | ----------- | ------ |
|                                    | Williams Méric *         | UG                       | 1 760        | 41,16        | 2 141       | 46,82       | 7      |
| L'Union au Service de Marseillan   |                          |                          | 1 760        | 41,16        | 2 141       | 46,82       | 7      |
|                                    | Yves Michel              | DVD                      | 1 321        | 30,89        | 2 432       | 53,18       | 22     |
| Marseillan demain                  |                          |                          | 1 321        | 30,89        | 2 432       | 53,18       | 22     |
|                                    | Jean-François Marty      | UMP                      | 818          | 19,13        |             |             |        |
| Union Marseillan Perspectives 2008 |                          |                          | 818          | 19,13        |             |             |        |
|                                    | Richard Fitoussi         | DVC                      | 377          | 8,82         |             |             |        |
| Richard Fitoussi                   |                          |                          | 377          | 8,82         |             |             |        |
|                                    |                          |                          |              |              |             |             |        |
| Votes exprimés                     | Votes exprimés           | Votes exprimés           | 4 276        | 95,60        | 4 573       | 96,76       |        |
| Votes blancs ou nul                | Votes blancs ou nul      | Votes blancs ou nul      | 197          | 4,40         | 153         | 3,24        |        |
| Total                              | Total                    | Total                    | 4 473        | 100          | 4 826       | 100         |        |
| Absentions                         | Absentions               | Absentions               | 1 557        | 25,85        | 1 304       | 21,63       |        |
| Inscrits / participation           | Inscrits / participation | Inscrits / participation | 6 030        | 74,18        | 6 030       | 78,37       |        |
| * Liste du maire sortant           |                          |                          |              |              |             |             |        |

### Marsillargues
- Maire sortant : Philippe Ullès (DVG)
- 29 sièges à pourvoir au conseil municipal (population légale 2006 : 5 760 habitants)

| Tête de liste                | Tête de liste            | Liste                    | Premier tour | Premier tour | Second tour | Second tour | Sièges |
| Tête de liste                | Tête de liste            | Liste                    | Voix         | %            | Voix        | %           | CM     |
| ---------------------------- | ------------------------ | ------------------------ | ------------ | ------------ | ----------- | ----------- | ------ |
|                              | Philippe Ullès *         | DVG                      | 1 253        | 39,59        | 1 627       | 49,60       | 7      |
| Continuons ensemble          |                          |                          | 1 253        | 39,59        | 1 627       | 49,60       | 7      |
|                              | Bernadette Vignon        | DVG                      | 571          | 18,04        | 1 653       | 50,40       | 22     |
| Pour Marsillargues avec vous |                          |                          | 571          | 18,04        | 1 653       | 50,40       | 22     |
|                              | Michel Génibrel          | PCF                      | 393          | 12,44        |             |             |        |
| Ensemble pour Marsillargues  |                          |                          | 393          | 12,44        |             |             |        |
|                              | Laurent Crépin           | DVD                      | 340          | 10,74        |             |             |        |
| Regard 9                     |                          |                          | 340          | 10,74        |             |             |        |
|                              | Sylvie Objois            | PS                       | 333          | 10,52        |             |             |        |
| Changeons ensemble           |                          |                          | 333          | 10,52        |             |             |        |
|                              | Jean-Louis Rouvière      | SE                       | 275          | 8,69         |             |             |        |
| Agir pour l'avenir           |                          |                          | 275          | 8,69         |             |             |        |
|                              |                          |                          |              |              |             |             |        |
| Votes exprimés               | Votes exprimés           | Votes exprimés           | 3 165        | 96,58        | 3 280       | 96,41       |        |
| Votes blancs ou nul          | Votes blancs ou nul      | Votes blancs ou nul      | 112          | 3,42         | 122         | 3,59        |        |
| Total                        | Total                    | Total                    | 3 277        | 100          | 3 402       | 100         |        |
| Absentions                   | Absentions               | Absentions               | 1 084        | 24,86        | 957         | 21,95       |        |
| Inscrits / participation     | Inscrits / participation | Inscrits / participation | 4 361        | 75,14        | 4 359       | 78,05       |        |
| * Liste du maire sortant     |                          |                          |              |              |             |             |        |

### Mauguio
- Maire sortant : Yvon Bourrel (DVG)
- 33 sièges à pourvoir au conseil municipal (population légale 2006 : 15 514 habitants)

| Tête de liste                          | Tête de liste            | Liste                    | Premier tour | Premier tour | Second tour | Second tour | Sièges |
| Tête de liste                          | Tête de liste            | Liste                    | Voix         | %            | Voix        | %           | CM     |
| -------------------------------------- | ------------------------ | ------------------------ | ------------ | ------------ | ----------- | ----------- | ------ |
|                                        | Yvon Bourrel *           | DVG                      | 3 329        | 39,71        | 5 112       | 62,40       | 27     |
| Union des démocrates de Mauguio-Carnon |                          |                          | 3 329        | 39,71        | 5 112       | 62,40       | 27     |
|                                        | Jean-Louis Sorez         | UG                       | 1 926        | 22,97        | 3 080       | 37,60       | 6      |
| Parler vrai, Agir juste                |                          |                          | 1 926        | 22,97        | 3 080       | 37,60       | 6      |
|                                        | Stéphane Ratinaud        | DVG                      | 1 452        | 17,32        |             |             |        |
| Construisons un futur pour tous        |                          |                          | 1 452        | 17,32        |             |             |        |
|                                        | Michel Barral            | UMP                      | 1 267        | 15,11        |             |             |        |
| Union républicaine pour Mauguio-Carnon |                          |                          | 1 267        | 15,11        |             |             |        |
|                                        | Georges Rivieccio        | SE                       | 410          | 4,89         |             |             |        |
| Mieux Vivre à Mauguio Carnon           |                          |                          | 410          | 4,89         |             |             |        |
|                                        |                          |                          |              |              |             |             |        |
| Votes exprimés                         | Votes exprimés           | Votes exprimés           | 8 384        | 97,15        | 8 192       | 94,61       |        |
| Votes blancs ou nul                    | Votes blancs ou nul      | Votes blancs ou nul      | 246          | 2,85         | 467         | 5,39        |        |
| Total                                  | Total                    | Total                    | 8 630        | 100          | 8 659       | 100         |        |
| Absentions                             | Absentions               | Absentions               | 4 191        | 32,69        | 4 162       | 32,46       |        |
| Inscrits / participation               | Inscrits / participation | Inscrits / participation | 12 821       | 67,31        | 12 821      | 67,54       |        |
| * Liste du maire sortant               |                          |                          |              |              |             |             |        |

### Mèze
- Maire sortant : Henry Fricou (Verts)
- 29 sièges à pourvoir au conseil municipal (population légale 2006 : 9 998 habitants)

| Tête de liste                       | Tête de liste            | Liste                    | Premier tour | Premier tour | Second tour | Second tour | Sièges |
| Tête de liste                       | Tête de liste            | Liste                    | Voix         | %            | Voix        | %           | CM     |
| ----------------------------------- | ------------------------ | ------------------------ | ------------ | ------------ | ----------- | ----------- | ------ |
|                                     | Henry Fricou *           | DVG                      | 2 721        | 49,65        | 2 920       | 53,86       | 23     |
| Cap sur 2014                        |                          |                          | 2 721        | 49,65        | 2 920       | 53,86       | 23     |
|                                     | Gwénaël Leclère          | MoDem                    | 1 307        | 23,85        | 1 817       | 33,52       | 5      |
| Démocratie-Mézoise                  |                          |                          | 1 307        | 23,85        | 1 817       | 33,52       | 5      |
|                                     | Gilles Phocas            | UMP                      | 942          | 17,19        | 684         | 12,62       | 1      |
| Citoyens, pour l'avenir de Mèze     |                          |                          | 942          | 17,19        | 684         | 12,62       | 1      |
|                                     | Frédéric Bailly          | PS                       | 510          | 9,31         |             |             |        |
| Mèze Atout cœur active et solidaire |                          |                          | 510          | 9,31         |             |             |        |
|                                     |                          |                          |              |              |             |             |        |
| Votes exprimés                      | Votes exprimés           | Votes exprimés           | 5 480        | 95,84        | 5 421       | 96,15       |        |
| Votes blancs ou nul                 | Votes blancs ou nul      | Votes blancs ou nul      | 238          | 4,16         | 217         | 3,85        |        |
| Total                               | Total                    | Total                    | 5 718        | 100          | 5 638       | 100         |        |
| Absentions                          | Absentions               | Absentions               | 2 360        | 29,22        | 2 440       | 30,21       |        |
| Inscrits / participation            | Inscrits / participation | Inscrits / participation | 8 078        | 70,78        | 8 078       | 69,79       |        |
| * Liste du maire sortant            |                          |                          |              |              |             |             |        |

### Montady
- Maire sortant : Jean-Paul Sost (PS)
- 27 sièges à pourvoir au conseil municipal (population légale 2006 : 3 681 habitants)

| Tête de liste            | Tête de liste            | Liste                    | Premier tour | Premier tour | Second tour | Second tour | Sièges |
| Tête de liste            | Tête de liste            | Liste                    | Voix         | %            | Voix        | %           | CM     |
| ------------------------ | ------------------------ | ------------------------ | ------------ | ------------ | ----------- | ----------- | ------ |
|                          | Jean-Paul Sost *         | PS                       | 890          | 42,22        | 1 010       | 47,35       | 6      |
| Montady Passion          |                          |                          | 890          | 42,22        | 1 010       | 47,35       | 6      |
|                          | Alain Castan             | DVG                      | 614          | 29,13        | 1 123       | 52,65       | 21     |
| Montady réagit           |                          |                          | 614          | 29,13        | 1 123       | 52,65       | 21     |
|                          | Jean Joubert             | DVD                      | 604          | 28,65        |             |             |        |
| Ensemble, en harmonie    |                          |                          | 604          | 28,65        |             |             |        |
|                          |                          |                          |              |              |             |             |        |
| Votes exprimés           | Votes exprimés           | Votes exprimés           | 2 108        | 97,91        | 2 133       | 98,02       |        |
| Votes blancs ou nul      | Votes blancs ou nul      | Votes blancs ou nul      | 45           | 2,09         | 43          | 1,98        |        |
| Total                    | Total                    | Total                    | 2 153        | 100          | 2 176       | 100         |        |
| Absentions               | Absentions               | Absentions               | 614          | 22,19        | 591         | 21,36       |        |
| Inscrits / participation | Inscrits / participation | Inscrits / participation | 2 767        | 77,81        | 2 767       | 78,64       |        |
| * Liste du maire sortant |                          |                          |              |              |             |             |        |

### Montpellier
- Maire sortant : Hélène Mandroux (PS)
- 61 sièges à pourvoir au conseil municipal (population légale 2006 : 251 634 habitants)

| Tête de liste                                                                                          | Tête de liste            | Liste                    | Premier tour | Premier tour | Second tour | Second tour | Sièges |
| Tête de liste                                                                                          | Tête de liste            | Liste                    | Voix         | %            | Voix        | %           | CM     |
| --- | ------------------------ | ------------------------ | ------------ | ------------ | ----------- | ----------- | ------ |
| | Hélène Mandroux *        | GC                       | 33 553       | 47,11        | 36 343      | 51,88       | 47     |
| Vivre une nouvelle Ville                                                                               |                          |                          | 33 553       | 47,11        | 36 343      | 51,88       | 47     |
| | Jacques Domergue         | UMP                      | 18 608       | 26,13        | 20 664      | 29,50       | 9      |
| Changeons d'air                                                                                        |                          |                          | 18 608       | 26,13        | 20 664      | 29,50       | 9      |
| | Jean-Louis Roumégas      | Verts                    | 7 923        | 11,12        | 13 042      | 18,62       | 5      |
| Montpellier a besoin des Verts                                                                         |                          |                          | 7 923        | 11,12        | 13 042      | 18,62       | 5      |
| | Francis Viguie           | EXG                      | 3 890        | 5,46         |             |             |        |
| Montpellier écologique, sociale vraiment à gauche !                                                    |                          |                          | 3 890        | 5,46         |             |             |        |
| | Alain Jamet              | FN                       | 3 749        | 5,26         |             |             |        |
| Montpellier fait front                                                                                 |                          |                          | 3 749        | 5,26         |             |             |        |
| | Georges Fandos           | SE                       | 2 455        | 3,45         |             |             |        |
| Montpellier Démocrates, Écologistes et Citoyens                                                        |                          |                          | 2 455        | 3,45         |             |             |        |
| | Maurice Chaynes          | LO                       | 757          | 1,06         |             |             |        |
| Lutte ouvrière                                                                                         |                          |                          | 757          | 1,06         |             |             |        |
| | Jean-Pierre Sparfel      | EXG                      | 289          | 0,41         |             |             |        |
| Pour la défense de la démocratie communale et des services publics : Rupture avec l'Union Européenne ! |                          |                          | 289          | 0,41         |             |             |        |
| |                          |                          |              |              |             |             |        |
| Votes exprimés                                                                                         | Votes exprimés           | Votes exprimés           | 71 224       | 97,53        | 70 049      | 97,15       |        |
| Votes blancs ou nul                                                                                    | Votes blancs ou nul      | Votes blancs ou nul      | 1 801        | 2,47         | 2 055       | 2,85        |        |
| Total                                                                                                  | Total                    | Total                    | 73 025       | 100          | 72 104      | 100         |        |
| Absentions                                                                                             | Absentions               | Absentions               | 64 155       | 46,77        | 65 078      | 47,44       |        |
| Inscrits / participation                                                                               | Inscrits / participation | Inscrits / participation | 137 180      | 53,23        | 137 182     | 52,56       |        |
| * Liste du maire sortant                                                                               |                          |                          |              |              |             |             |        |

### Palavas-les-Flots
- Maire sortant : Christian Jeanjean (UMP)
- 29 sièges à pourvoir au conseil municipal (population légale 2006 : 5 974 habitants)

|                          | Christian Jeanjean *     | UMP                      | 2 668 | 72,50 | 25 |  |  |
| Réussir Palavas ensemble |                          |                          | 2 668 | 72,50 | 25 |  |  |
|                          | Jean-Louis Jacquet       | UG                       | 1 012 | 27,50 | 4  |  |  |
| Du neuf à Palavas        |                          |                          | 1 012 | 27,50 | 4  |  |  |
|                          |                          |                          |       |       |    |  |  |
| Votes exprimés           | Votes exprimés           | Votes exprimés           | 3 680 | 95,39 |    |  |  |
| Votes blancs ou nul      | Votes blancs ou nul      | Votes blancs ou nul      | 178   | 4,61  |    |  |  |
| Total                    | Total                    | Total                    | 3 858 | 100   |    |  |  |
| Absentions               | Absentions               | Absentions               | 1 440 | 27,18 |    |  |  |
| Inscrits / participation | Inscrits / participation | Inscrits / participation | 5 298 | 78,82 |    |  |  |
| * Liste du maire sortant |                          |                          |       |       |    |  |  |

### Pérols
- Maire sortant : Christian Valette (DVD)
- 29 sièges à pourvoir au conseil municipal (population légale 2006 : 8 545 habitants)

| Tête de liste                           | Tête de liste            | Liste                    | Premier tour | Premier tour | Second tour | Second tour | Sièges |
| Tête de liste                           | Tête de liste            | Liste                    | Voix         | %            | Voix        | %           | CM     |
| --------------------------------------- | ------------------------ | ------------------------ | ------------ | ------------ | ----------- | ----------- | ------ |
|                                         | Christian Valette *      | DVD                      | 1 989        | 43,20        | 2 303       | 51,38       | 22     |
| Notre ville à cœur                      |                          |                          | 1 989        | 43,20        | 2 303       | 51,38       | 22     |
|                                         | Jean-Pierre Rico         | MC                       | 887          | 19,27        | 2 179       | 48,62       | 7      |
| Ensemble pour Pérols                    |                          |                          | 887          | 19,27        | 2 179       | 48,62       | 7      |
|                                         | Jacques Le Bouvier       | UMP                      | 826          | 17,94        |             |             |        |
| Une ambition pour Pérols                |                          |                          | 826          | 17,94        |             |             |        |
|                                         | Frédéric Briand          | DVD                      | 464          | 10,08        |             |             |        |
| Un Pérols choisi                        |                          |                          | 464          | 10,08        |             |             |        |
|                                         | Franck de Lène Mirouze   | DVG                      | 438          | 9,51         |             |             |        |
| Pérols, solidaire, convivial et citoyen |                          |                          | 438          | 9,51         |             |             |        |
|                                         |                          |                          |              |              |             |             |        |
| Votes exprimés                          | Votes exprimés           | Votes exprimés           | 4 604        | 97,65        | 4 482       | 95,36       |        |
| Votes blancs ou nul                     | Votes blancs ou nul      | Votes blancs ou nul      | 111          | 2,35         | 218         | 4,64        |        |
| Total                                   | Total                    | Total                    | 4 715        | 100          | 4 700       | 100         |        |
| Absentions                              | Absentions               | Absentions               | 2 167        | 31,49        | 2 182       | 31,71       |        |
| Inscrits / participation                | Inscrits / participation | Inscrits / participation | 6 882        | 68,51        | 6 882       | 68,29       |        |
| * Liste du maire sortant                |                          |                          |              |              |             |             |        |

### Pézenas
- Maire sortant : Alain Vogel-Singer (DVD)
- 29 sièges à pourvoir au conseil municipal (population légale 2006 : 8 484 habitants)

| Tête de liste                                 | Tête de liste            | Liste                    | Premier tour | Premier tour | Second tour | Second tour | Sièges |
| Tête de liste                                 | Tête de liste            | Liste                    | Voix         | %            | Voix        | %           | CM     |
| --------------------------------------------- | ------------------------ | ------------------------ | ------------ | ------------ | ----------- | ----------- | ------ |
|                                               | Alain Vogel-Singer *     | DVD                      | 2 220        | 48,30        | 2 609       | 53,42       | 23     |
| Bien vivre ensemble à Pézenas                 |                          |                          | 2 220        | 48,30        | 2 609       | 53,42       | 23     |
|                                               | Pierre Guiraud           | PS                       | 1 759        | 38,27        | 2 275       | 46,58       | 6      |
| Pézenas Atout cœur                            |                          |                          | 1 759        | 38,27        | 2 275       | 46,58       | 6      |
|                                               | Michel Vincente          | DVG                      | 617          | 13,42        |             |             |        |
| Cap à gauche Citoyen pour l'Avenir de Pézenas |                          |                          | 617          | 13,42        |             |             |        |
|                                               |                          |                          |              |              |             |             |        |
| Votes exprimés                                | Votes exprimés           | Votes exprimés           | 4 596        | 96,96        | 4 884       | 96,83       |        |
| Votes blancs ou nul                           | Votes blancs ou nul      | Votes blancs ou nul      | 144          | 3,04         | 160         | 3,17        |        |
| Total                                         | Total                    | Total                    | 4 740        | 100          | 5 044       | 100         |        |
| Absentions                                    | Absentions               | Absentions               | 1 189        | 20,05        | 885         | 14,93       |        |
| Inscrits / participation                      | Inscrits / participation | Inscrits / participation | 5 929        | 79,95        | 5 929       | 85,07       |        |
| * Liste du maire sortant                      |                          |                          |              |              |             |             |        |

### Pignan
- Maire sortant : Paul Charlemagne (PS)
- 29 sièges à pourvoir au conseil municipal (population légale 2006 : 6 047 habitants)

| Tête de liste                                            | Tête de liste            | Liste                    | Premier tour | Premier tour | Second tour | Second tour | Sièges |
| Tête de liste                                            | Tête de liste            | Liste                    | Voix         | %            | Voix        | %           | CM     |
| -------------------------------------------------------- | ------------------------ | ------------------------ | ------------ | ------------ | ----------- | ----------- | ------ |
|                                                          | Michelle Cassar          | DVG                      | 1 354        | 39,29        | 1 883       | 51,86       | 22     |
| Ensemble, Pignan autrement                               |                          |                          | 1 354        | 39,29        | 1 883       | 51,86       | 22     |
|                                                          | Paul Charlemagne *       | PS                       | 1 224        | 35,52        | 1 507       | 41,50       | 6      |
| Pignan pour tous                                         |                          |                          | 1 224        | 35,52        | 1 507       | 41,50       | 6      |
|                                                          | Gérard Francalanci       | UMP                      | 491          | 14,25        | 241         | 6,64        | 1      |
| Gérard Francalanci l'avenir ensemble Pignan Horizon 2015 |                          |                          | 491          | 14,25        | 241         | 6,64        | 1      |
|                                                          | Jean-Luc Grolleau        | DVG                      | 377          | 10,94        |             |             |        |
| Convergences à gauche                                    |                          |                          | 377          | 10,94        |             |             |        |
|                                                          |                          |                          |              |              |             |             |        |
| Votes exprimés                                           | Votes exprimés           | Votes exprimés           | 3 446        | 96,72        | 3 631       | 96,54       |        |
| Votes blancs ou nul                                      | Votes blancs ou nul      | Votes blancs ou nul      | 117          | 3,28         | 130         | 3,46        |        |
| Total                                                    | Total                    | Total                    | 3 563        | 100          | 3 761       | 100         |        |
| Absentions                                               | Absentions               | Absentions               | 1 109        | 23,74        | 911         | 19,50       |        |
| Inscrits / participation                                 | Inscrits / participation | Inscrits / participation | 4 672        | 76,26        | 4 672       | 80,50       |        |
| * Liste du maire sortant                                 |                          |                          |              |              |             |             |        |

### Poussan
- Maire sortant : Jacques Adgé (DVG)
- 29 sièges à pourvoir au conseil municipal (population légale 2006 : 4 570 habitants)

|                          | Jacques Adgé *           | DVG                      | 1 919 | 68,61 | 25 |  |  |
| Ensemble Poursuivons     |                          |                          | 1 919 | 68,61 | 25 |  |  |
|                          | Olivier Frézou           | DVD                      | 878   | 31,39 | 4  |  |  |
| Poussan autrement        |                          |                          | 878   | 31,39 | 4  |  |  |
|                          |                          |                          |       |       |    |  |  |
| Votes exprimés           | Votes exprimés           | Votes exprimés           | 2 797 | 95,82 |    |  |  |
| Votes blancs ou nul      | Votes blancs ou nul      | Votes blancs ou nul      | 122   | 4,18  |    |  |  |
| Total                    | Total                    | Total                    | 2 919 | 100   |    |  |  |
| Absentions               | Absentions               | Absentions               | 1 129 | 27,89 |    |  |  |
| Inscrits / participation | Inscrits / participation | Inscrits / participation | 4 048 | 72,11 |    |  |  |
| * Liste du maire sortant |                          |                          |       |       |    |  |  |

### Prades-le-Lez
- Maire sortant : Jean-Pierre Damiens (SE)
- sièges à pourvoir au conseil municipal (population légale 2006 :  habitants)

| Tête de liste                    | Tête de liste            | Liste                    | Premier tour | Premier tour | Second tour | Second tour | Sièges |
| Tête de liste                    | Tête de liste            | Liste                    | Voix         | %            | Voix        | %           | CM     |
| -------------------------------- | ------------------------ | ------------------------ | ------------ | ------------ | ----------- | ----------- | ------ |
|                                  | Jean-Marc Lussert        | DVG                      | 941          | 43,50        | 1 013       | 43,85       | 20     |
| Agir pour Prades                 |                          |                          | 941          | 43,50        | 1 013       | 43,85       | 20     |
|                                  | Jean-Noël Pintard        | DVG                      | 813          | 37,59        | 983         | 42,55       | 6      |
| Tous ensemble pour Prades Le Lez |                          |                          | 813          | 37,59        | 983         | 42,55       | 6      |
|                                  | Isabelle Chabbert        | DVG                      | 409          | 18,91        | 314         | 13,59       | 1      |
| L'Alternative de gauche          |                          |                          | 409          | 18,91        | 314         | 13,59       | 1      |
|                                  |                          |                          |              |              |             |             |        |
| Votes exprimés                   | Votes exprimés           | Votes exprimés           | 2 163        | 95,67        | 2 310       | 96,98       |        |
| Votes blancs ou nul              | Votes blancs ou nul      | Votes blancs ou nul      | 98           | 4,33         | 72          | 3,02        |        |
| Total                            | Total                    | Total                    | 2 261        | 100          | 2 382       | 100         |        |
| Absentions                       | Absentions               | Absentions               | 1 117        | 33,07        | 996         | 29,48       |        |
| Inscrits / participation         | Inscrits / participation | Inscrits / participation | 3 378        | 66,93        | 3 378       | 70,52       |        |
| * Liste du maire sortant         |                          |                          |              |              |             |             |        |

### Saint-André-de-Sangonis
- Maire sortant : Gérard Delfau (PRG)
- 27 sièges à pourvoir au conseil municipal (population légale 2006 : 4 690 habitants)

| Tête de liste            | Tête de liste            | Liste                    | Premier tour | Premier tour | Second tour | Second tour | Sièges |
| Tête de liste            | Tête de liste            | Liste                    | Voix         | %            | Voix        | %           | CM     |
| ------------------------ | ------------------------ | ------------------------ | ------------ | ------------ | ----------- | ----------- | ------ |
|                          | Gérard Delfau *          | DVG                      | 1 107        | 42,61        | 1 258       | 46,80       | 6      |
| Saint-André Pour Tous    |                          |                          | 1 107        | 42,61        | 1 258       | 46,80       | 6      |
|                          | Bernard Douysset         | SE                       | 1 032        | 39,72        | 1 430       | 53,20       | 21     |
| Saint-André autrement !  |                          |                          | 1 032        | 39,72        | 1 430       | 53,20       | 21     |
|                          | Patrick Lambolez         | SE                       | 459          | 17,67        |             |             |        |
| St André Avenir          |                          |                          | 459          | 17,67        |             |             |        |
|                          |                          |                          |              |              |             |             |        |
| Votes exprimés           | Votes exprimés           | Votes exprimés           | 2 598        | 95,69        | 2 688       | 96,66       |        |
| Votes blancs ou nul      | Votes blancs ou nul      | Votes blancs ou nul      | 117          | 4,31         | 93          | 3,34        |        |
| Total                    | Total                    | Total                    | 2 715        | 100          | 2 781       | 100         |        |
| Absentions               | Absentions               | Absentions               | 921          | 25,33        | 855         | 23,51       |        |
| Inscrits / participation | Inscrits / participation | Inscrits / participation | 3 636        | 74,67        | 3 636       | 76,49       |        |
| * Liste du maire sortant |                          |                          |              |              |             |             |        |

### Saint-Clément-de-Rivière
- Maire sortant : Alphonse Cacciaguerra (UMP)
- 29 sièges à pourvoir au conseil municipal (population légale 2006 : 4 983 habitants)

|                             | Alphonse Cacciaguerra *  | UMP                      | 1 490 | 100   | 29 |  |  |
| Saint-Clément, c'est vous ! |                          |                          | 1 490 | 100   | 29 |  |  |
|                             |                          |                          |       |       |    |  |  |
| Votes exprimés              | Votes exprimés           | Votes exprimés           | 1 490 | 72,37 |    |  |  |
| Votes blancs ou nul         | Votes blancs ou nul      | Votes blancs ou nul      | 569   | 27,63 |    |  |  |
| Total                       | Total                    | Total                    | 2 059 | 100   |    |  |  |
| Absentions                  | Absentions               | Absentions               | 1 458 | 41,46 |    |  |  |
| Inscrits / participation    | Inscrits / participation | Inscrits / participation | 3 517 | 58,54 |    |  |  |
| * Liste du maire sortant    |                          |                          |       |       |    |  |  |

### Saint-Gély-du-Fesc
- Maire sortant : Georges Vincent (UMP)
- 29 sièges à pourvoir au conseil municipal (population légale 2006 : 8 246 habitants)

|                                                                           | Georges Vincent *        | UMP                      | 2 826 | 59,26 | 24 |  |  |
| Sérénité                                                                  |                          |                          | 2 826 | 59,26 | 24 |  |  |
|                                                                           | Gilles Frontin           | GC                       | 1 321 | 27,70 | 4  |  |  |
| Saint-Gély en action                                                      |                          |                          | 1 321 | 27,70 | 4  |  |  |
|                                                                           | Michel Raimond           | EXG                      | 622   | 13,04 | 1  |  |  |
| À gauche toute ! Pour une alternative sociale, écologiste et antilibérale |                          |                          | 622   | 13,04 | 1  |  |  |
|                                                                           |                          |                          |       |       |    |  |  |
| Votes exprimés                                                            | Votes exprimés           | Votes exprimés           | 4 769 | 97,63 |    |  |  |
| Votes blancs ou nul                                                       | Votes blancs ou nul      | Votes blancs ou nul      | 116   | 2,37  |    |  |  |
| Total                                                                     | Total                    | Total                    | 4 885 | 100   |    |  |  |
| Absentions                                                                | Absentions               | Absentions               | 2 070 | 29,76 |    |  |  |
| Inscrits / participation                                                  | Inscrits / participation | Inscrits / participation | 6 955 | 70,24 |    |  |  |
| * Liste du maire sortant                                                  |                          |                          |       |       |    |  |  |

### Saint-Georges-d'Orques
- Maire sortant : Gaston Jean-Marie Moralès (PS)
- 29 sièges à pourvoir au conseil municipal (population légale 2006 : 5 040 habitants)

| Tête de liste                          | Tête de liste               | Liste                    | Premier tour | Premier tour | Second tour | Second tour | Sièges |
| Tête de liste                          | Tête de liste               | Liste                    | Voix         | %            | Voix        | %           | CM     |
| -------------------------------------- | --------------------------- | ------------------------ | ------------ | ------------ | ----------- | ----------- | ------ |
|                                        | Gaston Jean-Marie Moralès * | UG                       | 1 014        | 36,94        | 1 274       | 44,69       | 6      |
| Vivre Saint-Georges                    |                             |                          | 1 014        | 36,94        | 1 274       | 44,69       | 6      |
|                                        | Jean-François Audrin        | DVD                      | 911          | 33,19        | 1 577       | 55,31       | 23     |
| Dessein georgien Le changement durable |                             |                          | 911          | 33,19        | 1 577       | 55,31       | 23     |
|                                        | Sylvie Roustit *            | DVD                      | 820          | 29,87        |             |             |        |
| Une équipe pour Saint-Georges-d'Orques |                             |                          | 820          | 29,87        |             |             |        |
|                                        |                             |                          |              |              |             |             |        |
| Votes exprimés                         | Votes exprimés              | Votes exprimés           | 2 745        | 96,28        | 2 851       | 95,26       |        |
| Votes blancs ou nul                    | Votes blancs ou nul         | Votes blancs ou nul      | 106          | 3,72         | 142         | 4,74        |        |
| Total                                  | Total                       | Total                    | 2 851        | 100          | 2 993       | 100         |        |
| Absentions                             | Absentions                  | Absentions               | 1 137        | 28,51        | 995         | 24,95       |        |
| Inscrits / participation               | Inscrits / participation    | Inscrits / participation | 3 988        | 71,49        | 3 988       | 75,05       |        |
| * Liste du maire sortant               |                             |                          |              |              |             |             |        |

### Saint-Jean-de-Védas
- Maire sortant : Jacques Atlan (PS)
- 29 sièges à pourvoir au conseil municipal (population légale 2006 : 8 585 habitants)

| Tête de liste                                 | Tête de liste            | Liste                    | Premier tour | Premier tour | Second tour | Second tour | Sièges |
| Tête de liste                                 | Tête de liste            | Liste                    | Voix         | %            | Voix        | %           | CM     |
| --------------------------------------------- | ------------------------ | ------------------------ | ------------ | ------------ | ----------- | ----------- | ------ |
|                                               | Jacques Atlan *          | DVG                      | 1 790        | 37,84        | 2 437       | 50,34       | 22     |
| Avec Jacques Atlan, l'équilibre et la partage |                          |                          | 1 790        | 37,84        | 2 437       | 50,34       | 22     |
|                                               | Isabelle Guiraud         | DVC                      | 979          | 20,70        | 2 404       | 49,66       | 7      |
| Ensemble pour Saint-Jean                      |                          |                          | 979          | 20,70        | 2 404       | 49,66       | 7      |
|                                               | Michel Lentheric         | LV                       | 773          | 16,34        |             |             |        |
| Saint-Jean naturellement, l'alternative       |                          |                          | 773          | 16,34        |             |             |        |
|                                               | Jean-Baptiste Mirallès   | GC                       | 510          | 10,78        |             |             |        |
| St-Jean autement                              |                          |                          | 510          | 10,78        |             |             |        |
|                                               | Didier Merlin            | UMP                      | 346          | 7,32         |             |             |        |
| Saint-Jean La démocratie en mouvement         |                          |                          | 346          | 7,32         |             |             |        |
|                                               | Jean-Claude Gaujal       | DVD                      | 332          | 7,02         |             |             |        |
| Renouveau et Harmonie avec Jean-Claude Gaujal |                          |                          | 332          | 7,02         |             |             |        |
|                                               |                          |                          |              |              |             |             |        |
| Votes exprimés                                | Votes exprimés           | Votes exprimés           | 4 730        | 96,71        | 4 841       | 94,29       |        |
| Votes blancs ou nul                           | Votes blancs ou nul      | Votes blancs ou nul      | 161          | 3,29         | 293         | 5,71        |        |
| Total                                         | Total                    | Total                    | 4 891        | 100          | 5 134       | 100         |        |
| Absentions                                    | Absentions               | Absentions               | 1 865        | 27,61        | 1 622       | 24,01       |        |
| Inscrits / participation                      | Inscrits / participation | Inscrits / participation | 6 756        | 72,39        | 6 756       | 75,99       |        |
| * Liste du maire sortant                      |                          |                          |              |              |             |             |        |

### Saint-Mathieu-de-Tréviers
- Maire sortant : Robert Yvanez (DVG)
- 27 sièges à pourvoir au conseil municipal (population légale 2006 : 4 641 habitants)

| Tête de liste                                 | Tête de liste            | Liste                    | Premier tour | Premier tour | Second tour | Second tour | Sièges |
| Tête de liste                                 | Tête de liste            | Liste                    | Voix         | %            | Voix        | %           | CM     |
| --------------------------------------------- | ------------------------ | ------------------------ | ------------ | ------------ | ----------- | ----------- | ------ |
|                                               | Jérôme Lopez *           | DVG                      | 729          | 33,15        | 1 057       | 43,55       | 20     |
| Saint-Mathieu-de-Tréviers passionnément       |                          |                          | 729          | 33,15        | 1 057       | 43,55       | 20     |
|                                               | Franck Guibert           | PS                       | 590          | 26,83        | 868         | 35,76       | 5      |
| Pour Saint-Mathieu-de-Tréviers                |                          |                          | 590          | 26,83        | 868         | 35,76       | 5      |
|                                               | Didier Ladurelle         | DVD                      | 580          | 26,38        | 502         | 20,68       | 2      |
| Construire ensemble Saint-Mathieu-de-Tréviers |                          |                          | 580          | 26,38        | 502         | 20,68       | 2      |
|                                               | Freddy Sadoun *          | DVG                      | 300          | 13,64        |             |             |        |
| Énergies 2008                                 |                          |                          | 300          | 13,64        |             |             |        |
|                                               |                          |                          |              |              |             |             |        |
| Votes exprimés                                | Votes exprimés           | Votes exprimés           | 2 199        | 96,28        | 2 427       | 97,94       |        |
| Votes blancs ou nul                           | Votes blancs ou nul      | Votes blancs ou nul      | 85           | 3,72         | 51          | 2,06        |        |
| Total                                         | Total                    | Total                    | 2 284        | 100          | 2 478       | 100         |        |
| Absentions                                    | Absentions               | Absentions               | 914          | 28,58        | 721         | 22,54       |        |
| Inscrits / participation                      | Inscrits / participation | Inscrits / participation | 3 198        | 71,42        | 3 199       | 77,46       |        |
| * Liste du maire sortant                      |                          |                          |              |              |             |             |        |

### Sauvian
- Maire sortant : Bernard Auriol (DVG)
- 27 sièges à pourvoir au conseil municipal (population légale 2006 : 4 109 habitants)

|                          | Bernard Auriol *         | DVG                      | 1 463 | 58,22 | 22 |  |  |
| Vivre à Sauvian          |                          |                          | 1 463 | 58,22 | 22 |  |  |
|                          | Robert Cros              | UMP                      | 724   | 28,81 | 4  |  |  |
| Unis pour Sauvian        |                          |                          | 724   | 28,81 | 4  |  |  |
|                          | Bernard Rouhaud          | PS                       | 326   | 12,97 | 1  |  |  |
| Alternative pour Sauvian |                          |                          | 326   | 12,97 | 1  |  |  |
|                          |                          |                          |       |       |    |  |  |
| Votes exprimés           | Votes exprimés           | Votes exprimés           | 2 513 | 97,10 |    |  |  |
| Votes blancs ou nul      | Votes blancs ou nul      | Votes blancs ou nul      | 75    | 2,90  |    |  |  |
| Total                    | Total                    | Total                    | 2 588 | 100   |    |  |  |
| Absentions               | Absentions               | Absentions               | 688   | 21,00 |    |  |  |
| Inscrits / participation | Inscrits / participation | Inscrits / participation | 3 276 | 79,00 |    |  |  |
| * Liste du maire sortant |                          |                          |       |       |    |  |  |

### Sérignan
- Maire sortant : André Gélis (UMP)
- 29 sièges à pourvoir au conseil municipal (population légale 2006 : 6 522 habitants)

|                            | Frédéric Lacas           | DVG                      | 2 724 | 60,89 | 24 |  |  |
| Sérignan Osons Simplement  |                          |                          | 2 724 | 60,89 | 24 |  |  |
|                            | Adré Gélis               | DVD                      | 1 545 | 34,53 | 5  |  |  |
| Tous ensemble pur Sérignan |                          |                          | 1 545 | 34,53 | 5  |  |  |
|                            | Claudine Esco            | GC                       | 205   | 4,58  | 0  |  |  |
| Vivre Sérignan             |                          |                          | 205   | 4,58  | 0  |  |  |
|                            |                          |                          |       |       |    |  |  |
| Votes exprimés             | Votes exprimés           | Votes exprimés           | 4 474 | 98,24 |    |  |  |
| Votes blancs ou nul        | Votes blancs ou nul      | Votes blancs ou nul      | 80    | 1,76  |    |  |  |
| Total                      | Total                    | Total                    | 4 554 | 100   |    |  |  |
| Absentions                 | Absentions               | Absentions               | 854   | 15,79 |    |  |  |
| Inscrits / participation   | Inscrits / participation | Inscrits / participation | 5 408 | 84,21 |    |  |  |
| * Liste du maire sortant   |                          |                          |       |       |    |  |  |

### Servian
- Maire sortant : Gérard Labatut (PS)
- 27 sièges à pourvoir au conseil municipal (population légale 2006 : 3 962 habitants)

| Tête de liste                    | Tête de liste            | Liste                    | Premier tour | Premier tour | Second tour | Second tour | Sièges |
| Tête de liste                    | Tête de liste            | Liste                    | Voix         | %            | Voix        | %           | CM     |
| -------------------------------- | ------------------------ | ------------------------ | ------------ | ------------ | ----------- | ----------- | ------ |
|                                  | Christophe Thomas        | DVD                      | 742          | 32,37        | 969         | 40,48       | 19     |
| Servian pour tous                |                          |                          | 742          | 32,37        | 969         | 40,48       | 19     |
|                                  | Henri Cabanel            | UG                       | 713          | 31,11        | 895         | 37,39       | 5      |
| Ensemble, s'engager pour Servian |                          |                          | 713          | 31,11        | 895         | 37,39       | 5      |
|                                  | Gérard Labatut *         | GC                       | 534          | 23,30        | 530         | 22,14       | 3      |
| Vivons ensemble pour Servian     |                          |                          | 534          | 23,30        | 530         | 22,14       | 3      |
|                                  | Antoine Albanese         | DVD                      | 303          | 13,22        |             |             |        |
| Agir pour Servian                |                          |                          | 303          | 13,22        |             |             |        |
|                                  |                          |                          |              |              |             |             |        |
| Votes exprimés                   | Votes exprimés           | Votes exprimés           | 2 292        | 96,18        | 2 394       | 97,08       |        |
| Votes blancs ou nul              | Votes blancs ou nul      | Votes blancs ou nul      | 91           | 3,82         | 72          | 2,92        |        |
| Total                            | Total                    | Total                    | 2 383        | 100          | 2 466       | 100         |        |
| Absentions                       | Absentions               | Absentions               | 719          | 23,18        | 636         | 20,50       |        |
| Inscrits / participation         | Inscrits / participation | Inscrits / participation | 3 102        | 76,82        | 3 102       | 79,50       |        |
| * Liste du maire sortant         |                          |                          |              |              |             |             |        |

### Sète
- Maire sortant : François Commeinhes (UMP)
- 39 sièges à pourvoir au conseil municipal (population légale 2006 : 43 008 habitants)

| Tête de liste               | Tête de liste            | Liste                    | Premier tour | Premier tour | Second tour | Second tour | Sièges |
| Tête de liste               | Tête de liste            | Liste                    | Voix         | %            | Voix        | %           | CM     |
| --------------------------- | ------------------------ | ------------------------ | ------------ | ------------ | ----------- | ----------- | ------ |
|                             | François Commeinhes *    | UMP                      | 8 899        | 41,95        | 11 889      | 52,93       | 30     |
| Pour Sète d'un même élan    |                          |                          | 8 899        | 41,95        | 11 889      | 52,93       | 30     |
|                             | François Liberti         | COM                      | 7 318        | 34,50        | 10 573      | 47,07       | 9      |
| Tous pour Sète              |                          |                          | 7 318        | 34,50        | 10 573      | 47,07       | 9      |
|                             | André Lubrano            | PS                       | 2 546        | 12,00        |             |             |        |
| Sète à vivre                |                          |                          | 2 546        | 12,00        |             |             |        |
|                             | Philippe Sans            | MoDem                    | 1 528        | 7,20         |             |             |        |
| Sète à vous... maintenant ! |                          |                          | 1 528        | 7,20         |             |             |        |
|                             | Guy Virduci              | DVD                      | 922          | 4,35         |             |             |        |
| J'aime Sète                 |                          |                          | 922          | 4,35         |             |             |        |
|                             |                          |                          |              |              |             |             |        |
| Votes exprimés              | Votes exprimés           | Votes exprimés           | 21 213       | 96,65        | 22 462      | 95,76       |        |
| Votes blancs ou nul         | Votes blancs ou nul      | Votes blancs ou nul      | 735          | 3,35         | 995         | 4,24        |        |
| Total                       | Total                    | Total                    | 21 948       | 100          | 23 457      | 100         |        |
| Absentions                  | Absentions               | Absentions               | 8 954        | 28,98        | 7 434       | 24,07       |        |
| Inscrits / participation    | Inscrits / participation | Inscrits / participation | 30 902       | 71,02        | 30 891      | 75,93       |        |
| * Liste du maire sortant    |                          |                          |              |              |             |             |        |

### Teyran
- Maire sortant : Jean-Pierre Mollet (UMP)
- 27 sièges à pourvoir au conseil municipal (population légale 2006 :  habitants)

|                            | Jean-Pierre Mollet *     | UMP                      | 1 571 | 60,54 | 22 |  |  |
| Agir Ensemble et Librement |                          |                          | 1 571 | 60,54 | 22 |  |  |
|                            | Didier Vellas            | MoDem                    | 1 024 | 39,46 | 5  |  |  |
| Ensemble à Teyran          |                          |                          | 1 024 | 39,46 | 5  |  |  |
|                            |                          |                          |       |       |    |  |  |
| Votes exprimés             | Votes exprimés           | Votes exprimés           | 2 595 | 92,94 |    |  |  |
| Votes blancs ou nul        | Votes blancs ou nul      | Votes blancs ou nul      | 197   | 7,06  |    |  |  |
| Total                      | Total                    | Total                    | 2 792 | 100   |    |  |  |
| Absentions                 | Absentions               | Absentions               | 832   | 22,96 |    |  |  |
| Inscrits / participation   | Inscrits / participation | Inscrits / participation | 3 624 | 77,04 |    |  |  |
| * Liste du maire sortant   |                          |                          |       |       |    |  |  |

### Valras-Plage
- Maire sortant : Guy Combes (DVD)
- 27 sièges à pourvoir au conseil municipal (population légale 2006 : 4 290 habitants)

|                                                 | Guy Combes *             | DVD                      | 1 982 | 100,00 | 27 |  |  |
| Guy Combes - Valras-Plage l'audace et la raison |                          |                          | 1 982 | 100,00 | 27 |  |  |
|                                                 |                          |                          |       |        |    |  |  |
| Votes exprimés                                  | Votes exprimés           | Votes exprimés           | 1 982 | 78,22  |    |  |  |
| Votes blancs ou nul                             | Votes blancs ou nul      | Votes blancs ou nul      | 552   | 21,78  |    |  |  |
| Total                                           | Total                    | Total                    | 2 534 | 100    |    |  |  |
| Absentions                                      | Absentions               | Absentions               | 1 363 | 34,98  |    |  |  |
| Inscrits / participation                        | Inscrits / participation | Inscrits / participation | 3 897 | 65,02  |    |  |  |
| * Liste du maire sortant                        |                          |                          |       |        |    |  |  |

### Vendargues
- Maire sortant : Pierre Dudieuzère (UMP)
- 29 sièges à pourvoir au conseil municipal (population légale 2006 : 5 434 habitants)

| Tête de liste                                            | Tête de liste            | Liste                    | Premier tour | Premier tour | Second tour | Second tour | Sièges |
| Tête de liste                                            | Tête de liste            | Liste                    | Voix         | %            | Voix        | %           | CM     |
| -------------------------------------------------------- | ------------------------ | ------------------------ | ------------ | ------------ | ----------- | ----------- | ------ |
|                                                          | Pierre Dudieuzère *      | UMP                      | 1 598        | 49,63        | 1 880       | 55,31       | 23     |
| Union Républicaine Pour Vendargues                       |                          |                          | 1 598        | 49,63        | 1 880       | 55,31       | 23     |
|                                                          | Isabelle Lannes          | PS                       | 633          | 19,66        | 1 519       | 44,69       | 6      |
| Union pour un nouvel avenir à Vendargues avec Max Hermet |                          |                          | 633          | 19,66        | 1 519       | 44,69       | 6      |
|                                                          | Éric Favard              | DVG                      | 594          | 18,45        |             |             |        |
| Agir pour Vendargues                                     |                          |                          | 594          | 18,45        |             |             |        |
|                                                          | Lionel Espérou           | DVD                      | 395          | 12,27        |             |             |        |
| Réussir ensemble pour Vendargues                         |                          |                          | 395          | 12,27        |             |             |        |
|                                                          |                          |                          |              |              |             |             |        |
| Votes exprimés                                           | Votes exprimés           | Votes exprimés           | 3 220        | 97,43        | 3 399       | 95,56       |        |
| Votes blancs ou nul                                      | Votes blancs ou nul      | Votes blancs ou nul      | 85           | 2,57         | 85          | 2,44        |        |
| Total                                                    | Total                    | Total                    | 3 305        | 100          | 3 484       | 100         |        |
| Absentions                                               | Absentions               | Absentions               | 1 135        | 25,56        | 956         | 21,53       |        |
| Inscrits / participation                                 | Inscrits / participation | Inscrits / participation | 4 440        | 74,44        | 4 440       | 78,47       |        |
| * Liste du maire sortant                                 |                          |                          |              |              |             |             |        |

### Vias
- Maire sortant : Michel Saint-Blancat (SE)
- 27 sièges à pourvoir au conseil municipal (population légale 2006 : 5 313 habitants)

| Tête de liste               | Tête de liste            | Liste                    | Premier tour | Premier tour | Second tour | Second tour | Sièges |
| Tête de liste               | Tête de liste            | Liste                    | Voix         | %            | Voix        | %           | CM     |
| --------------------------- | ------------------------ | ------------------------ | ------------ | ------------ | ----------- | ----------- | ------ |
|                             | Gérard Mouralis          | DVD                      | 1 257        | 42,92        | 1 514       | 49,62       | 6      |
| Ensemble au service de Vias |                          |                          | 1 257        | 42,92        | 1 514       | 49,62       | 6      |
|                             | Richard Monedero         | UG                       | 558          | 19,05        | 1 537       | 50,38       | 21     |
| Vias dynamique et solidaire |                          |                          | 558          | 19,05        | 1 537       | 50,38       | 21     |
|                             | Gérard Metge             | DVD                      | 533          | 18,20        |             |             |        |
| Aime Vias                   |                          |                          | 533          | 18,20        |             |             |        |
|                             | Robert Prades            | DVG                      | 457          | 15,60        |             |             |        |
| Avec et pour Vias           |                          |                          | 457          | 15,60        |             |             |        |
|                             | Pierre Pistre            | DVG                      | 124          | 4,23         |             |             |        |
| Enfin ! Vias autrement      |                          |                          | 124          | 4,23         |             |             |        |
|                             |                          |                          |              |              |             |             |        |
| Votes exprimés              | Votes exprimés           | Votes exprimés           | 2 929        | 96,13        | 3 051       | 96,95       |        |
| Votes blancs ou nul         | Votes blancs ou nul      | Votes blancs ou nul      | 118          | 3,87         | 96          | 3,05        |        |
| Total                       | Total                    | Total                    | 3 047        | 100          | 3 147       | 100         |        |
| Absentions                  | Absentions               | Absentions               | 985          | 24,43        | 885         | 21,95       |        |
| Inscrits / participation    | Inscrits / participation | Inscrits / participation | 4 032        | 75,57        | 4 032       | 78,05       |        |
| * Liste du maire sortant    |                          |                          |              |              |             |             |        |

### Villeneuve-lès-Béziers
- Maire sortant : Anne-Marie Ranc (DVG)
- 27 sièges à pourvoir au conseil municipal (population légale 2006 :  habitants)

| Tête de liste                   | Tête de liste            | Liste                    | Premier tour | Premier tour | Second tour | Second tour | Sièges |
| Tête de liste                   | Tête de liste            | Liste                    | Voix         | %            | Voix        | %           | CM     |
| ------------------------------- | ------------------------ | ------------------------ | ------------ | ------------ | ----------- | ----------- | ------ |
|                                 | Jean-Paul Galonnier      | DVG                      | 716          | 35,96        | 1 074       | 50,56       | 21     |
| Vivre Villeneuve autrement      |                          |                          | 716          | 35,96        | 1 074       | 50,56       | 21     |
|                                 | Anne-Marie Ranc *        | DVG                      | 674          | 33,85        | 749         | 35,26       | 4      |
| Villeneuve "Plus loin ensemble" |                          |                          | 674          | 33,85        | 749         | 35,26       | 4      |
|                                 | Michèle Solans           | DVG                      | 359          | 18,03        | 301         | 14,17       | 2      |
| Osez avec nous                  |                          |                          | 359          | 18,03        | 301         | 14,17       | 2      |
|                                 | Régis Garcin             | DVD                      | 242          | 12,15        |             |             |        |
| Villeneuve Union 2008           |                          |                          | 242          | 12,15        |             |             |        |
|                                 |                          |                          |              |              |             |             |        |
| Votes exprimés                  | Votes exprimés           | Votes exprimés           | 1 991        | 94,45        | 2 124       | 95,29       |        |
| Votes blancs ou nul             | Votes blancs ou nul      | Votes blancs ou nul      | 117          | 5,55         | 105         | 4,71        |        |
| Total                           | Total                    | Total                    | 2 108        | 100          | 2 229       | 100         |        |
| Absentions                      | Absentions               | Absentions               | 639          | 23,26        | 518         | 18,86       |        |
| Inscrits / participation        | Inscrits / participation | Inscrits / participation | 2 747        | 76,74        | 2 747       | 81,14       |        |
| * Liste du maire sortant        |                          |                          |              |              |             |             |        |

### Villeneuve-lès-Maguelone
- Maire sortant : Gérard Bouisson (PCF)
- 29 sièges à pourvoir au conseil municipal (population légale 2006 : 8 541 habitants)

| Tête de liste                                | Tête de liste            | Liste                    | Premier tour | Premier tour | Second tour | Second tour | Sièges |
| Tête de liste                                | Tête de liste            | Liste                    | Voix         | %            | Voix        | %           | CM     |
| -------------------------------------------- | ------------------------ | ------------------------ | ------------ | ------------ | ----------- | ----------- | ------ |
|                                              | Serge Desseigne *        | DVG                      | 1 457        | 33,94        | 1 721       | 38,67       | 5      |
| Ensemble agir pour Villeneuve                |                          |                          | 1 457        | 33,94        | 1 721       | 38,67       | 5      |
|                                              | Marie-Paule Stopiello    | DVG                      | 1 041        | 24,25        | 960         | 21,57       | 3      |
| Un nouvel élan pour Villeneuve-lès-Maguelone |                          |                          | 1 041        | 24,25        | 960         | 21,57       | 3      |
|                                              | Noël Segura              | DVG                      | 907          | 21,13        | 1 769       | 39,75       | 21     |
| Réussir Villeneuve avec vous                 |                          |                          | 907          | 21,13        | 1 769       | 39,75       | 21     |
|                                              | Patrick Poitevin         | DVD                      | 657          | 15,30        |             |             |        |
| Villeneuve autrement                         |                          |                          | 657          | 15,30        |             |             |        |
|                                              | Patrick Lecointre        | DVD                      | 231          | 5,38         |             |             |        |
| Dynamique Villeneuvoise                      |                          |                          | 231          | 5,38         |             |             |        |
|                                              |                          |                          |              |              |             |             |        |
| Votes exprimés                               | Votes exprimés           | Votes exprimés           | 4 293        | 97,06        | 4 450       | 97,08       |        |
| Votes blancs ou nul                          | Votes blancs ou nul      | Votes blancs ou nul      | 130          | 2,94         | 134         | 2,92        |        |
| Total                                        | Total                    | Total                    | 4 423        | 100          | 4 584       | 100         |        |
| Absentions                                   | Absentions               | Absentions               | 1 459        | 24,80        | 1 298       | 22,07       |        |
| Inscrits / participation                     | Inscrits / participation | Inscrits / participation | 5 882        | 75,20        | 5 882       | 77,93       |        |
| * Liste du maire sortant                     |                          |                          |              |              |             |             |        |